# Hiszpania
Hiszpania, Królestwo Hiszpanii (hiszp. España, Reino de España) – państwo w zachodniej części Europy Południowej, położone głównie na Półwyspie Iberyjskim, obejmujące także Baleary na Morzu Śródziemnym, Wyspy Kanaryjskie na Oceanie Atlantyckim oraz mniejsze wysepki i tereny w północnej Afryce.
Składa się z 17 regionów autonomicznych i dwóch miast autonomicznych. Stolicą i największym miastem jest Madryt, duże znaczenie mają również Barcelona i Walencja. Państwo ma powierzchnię 505 965 km², będąc czwartym co do wielkości państwem w Europie, po Rosji, Ukrainie i Francji. Ludność oscyluje na poziomie 50 mln. Dominuje w nim klimat subtropikalny. Na zachodzie Hiszpania graniczy z Portugalią, na południu z należącym do Wielkiej Brytanii Gibraltarem, oraz przez plazas de soberanía z Marokiem. Na północnym wschodzie, przez Pireneje, państwo graniczy z Francją i Andorą. Północno-zachodnia i południowo-zachodnia część leży nad Oceanem Atlantyckim, pozostała część wybrzeża leży nad Morzem Śródziemnym.
Hiszpania ma długą historię i bogate dziedzictwo kulturowe. Przez setki lat była częścią Starożytnego Rzymu, w XV wieku stworzyła własne Imperium Hiszpańskie, jedno z największych imperiów w historii świata – imperium, nad którym nigdy nie zachodzi słońce. Dzisiejsza Hiszpania jest krajem rozwiniętym o bardzo wysokim wskaźniku rozwoju społecznego i dobrej jakości życia (10. miejsce na świecie). Jest członkiem Unii Europejskiej (od 1986 roku) oraz kilkudziesięciu organizacji międzynarodowych, w tym ONZ, NATO, OBWE, WTO, OEI i Unii Łacińskiej. Obowiązującą walutą jest euro. Znajduje się tu 47 obiektów wpisanych na listę światowego dziedzictwa UNESCO (3. miejsce na świecie). Jest drugim najczęściej odwiedzanym państwem na świecie, w 2017 roku Hiszpanię odwiedziło 82 mln turystów.

## Etymologia
Nazwa Hiszpania (hiszp. España) wywodzi się od nazwy Hispania, którą Rzymianie nadali części Półwyspu Iberyjskiego. Alternatywną nazwą była Iberia – nazwa preferowana przez greckich pisarzy w odniesieniu do tej samej przestrzeni, wywodziła się ona od rzeki Iber (hiszp. Ebro) lub od słowa, które Grecy słyszeli od miejscowych ludów, również na południu półwyspu. Jednakże łacińskie pochodzenie terminu Hispania doprowadziło do sformułowania kilku teorii na temat jego pochodzenia.
«Hispania» wywodzi się od fenickiej nazwy i-spn-ja, terminu którego stosowanie jest odnotowane w dokumentach dopiero począwszy od drugiego tysiąclecia p.n.e. Fenicjanie byli przedstawicielami pierwszej wyższej cywilizacji zamieszkującej Półwysep Iberyjski, przybyli tu z terenów dzisiejszej Syrii. To oni założyli na terenie dzisiejszej Hiszpanii miasto Gadir (dzisiejszy Kadyks), najstarsze miasto Europy Zachodniej. Po pokonaniu Kartagińczyków przez Rzymian, osadnicy nazwali te tereny wyspą góralków/góralkową, gdyż po przypłynięciu zobaczyli tu mnóstwo królików i pomylili je z góralkami, które znali z Afryki, wówczas to wzięli je za znane z Palestyny góralki, które w języku fenickim, należącym do grupy języków semickich, musiały nazywać się, podobnie jak w biblijnym języku hebrajskim właśnie ‏אי שפנים‎ (ʾÎ-šəpānîm/Hi-szfanim), w liczbie mnogiej szaphanim. Określili oni wówczas tereny te jako tierra abundante en conejos – ziemia bogata w króliki. Na monecie z Galby widnieje uosobienie Hiszpanii z królikiem u stóp. Fenickie Iszaphanim zlatynizowało się do Hispania już w czasach starożytnych. Stąd współczesne określenia Hiszpanii, które wyewoluowały od tej właśnie nazwy. Inna teoria pochodzenia nazwy wskazuje na preromańską nazwę Sewilli – Hispalis. Inne hipotezy zakładają, że zarówno nazwy Hispalis, jak Hispania pochodzą od nazw dwóch legendarnych królów Hiszpanii – Hispalo i jego syna Hispano lub Hispan, odpowiednio syna i wnuka Heraklesa.
W kat. i wal. Królestwo Hiszpanii to Regne d’Espanya, arag. Reino d’España, bask. Espainiako Erresuma, okc. Regne d’Espanha, ast. Reinu d’España, est. Réinu d’España.

## Historia

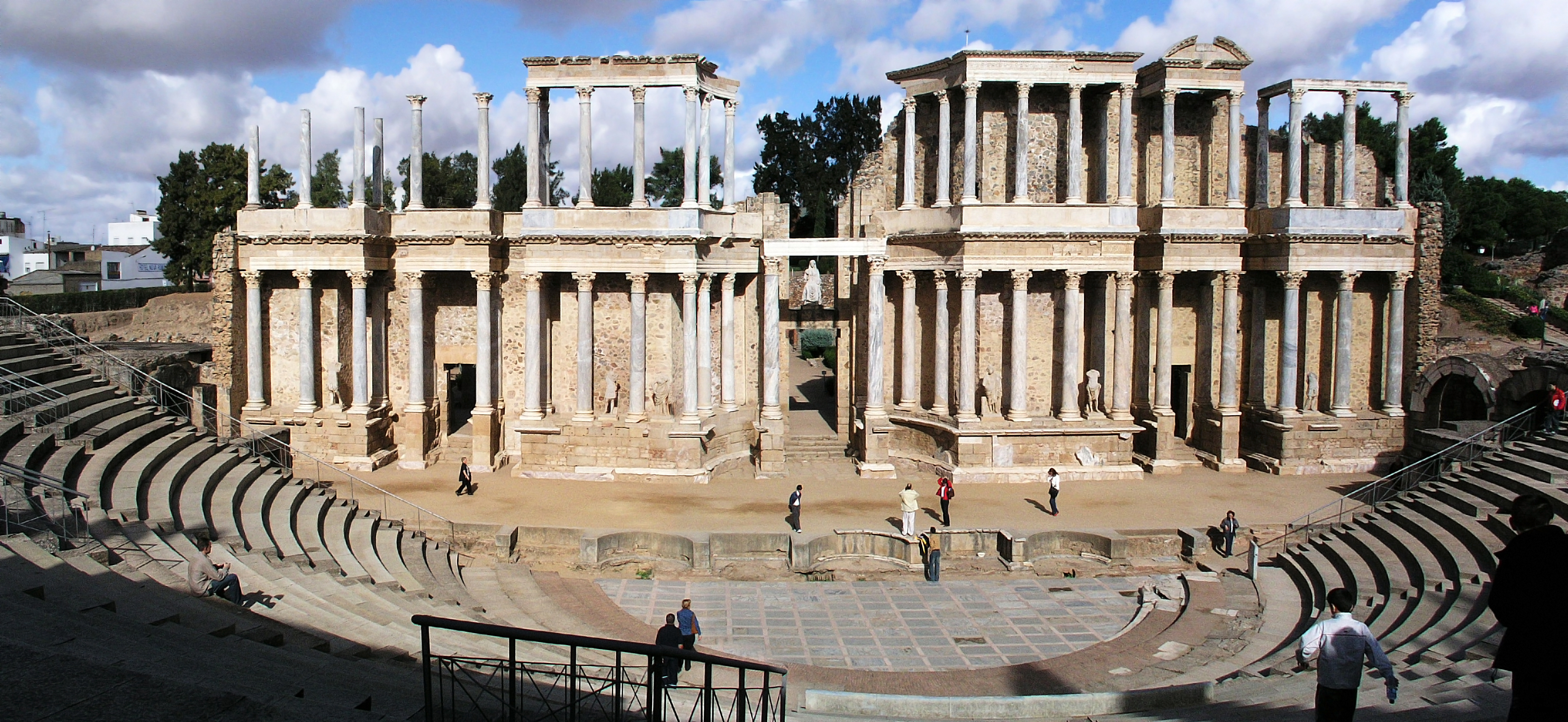
Pomnik Teatro Romano w Méridzie

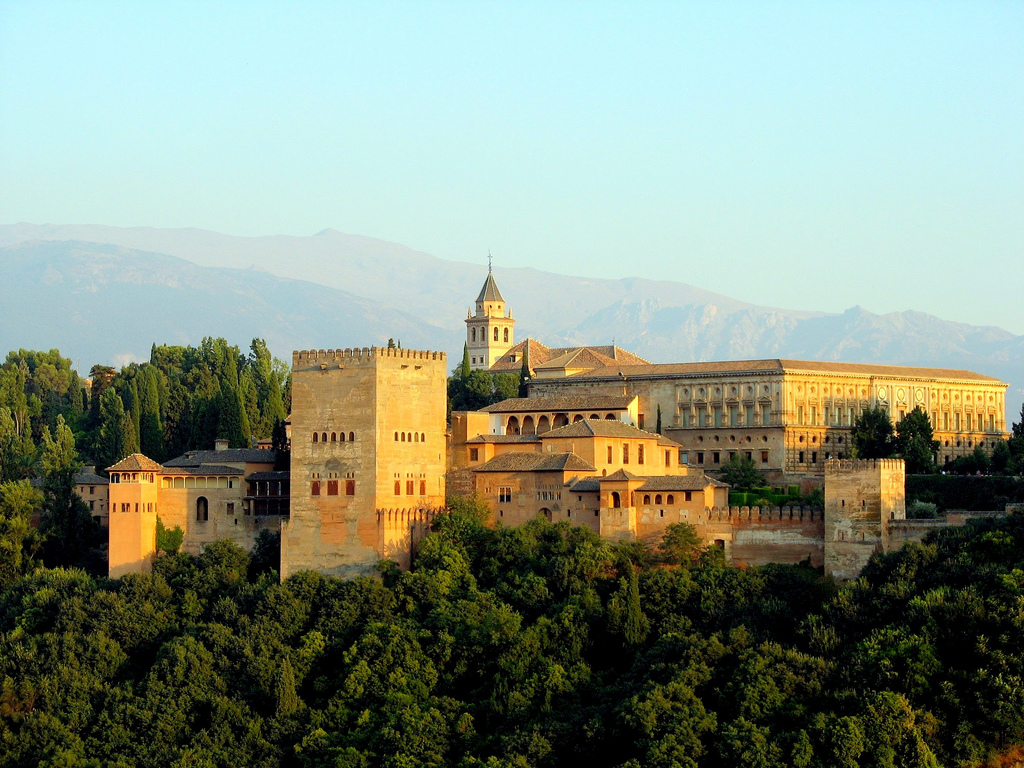
Alhambra – warowny zespół pałacowy w Grenadzie zbudowany w latach 1232–1273; zabytek arabskiego budownictwa w Europie

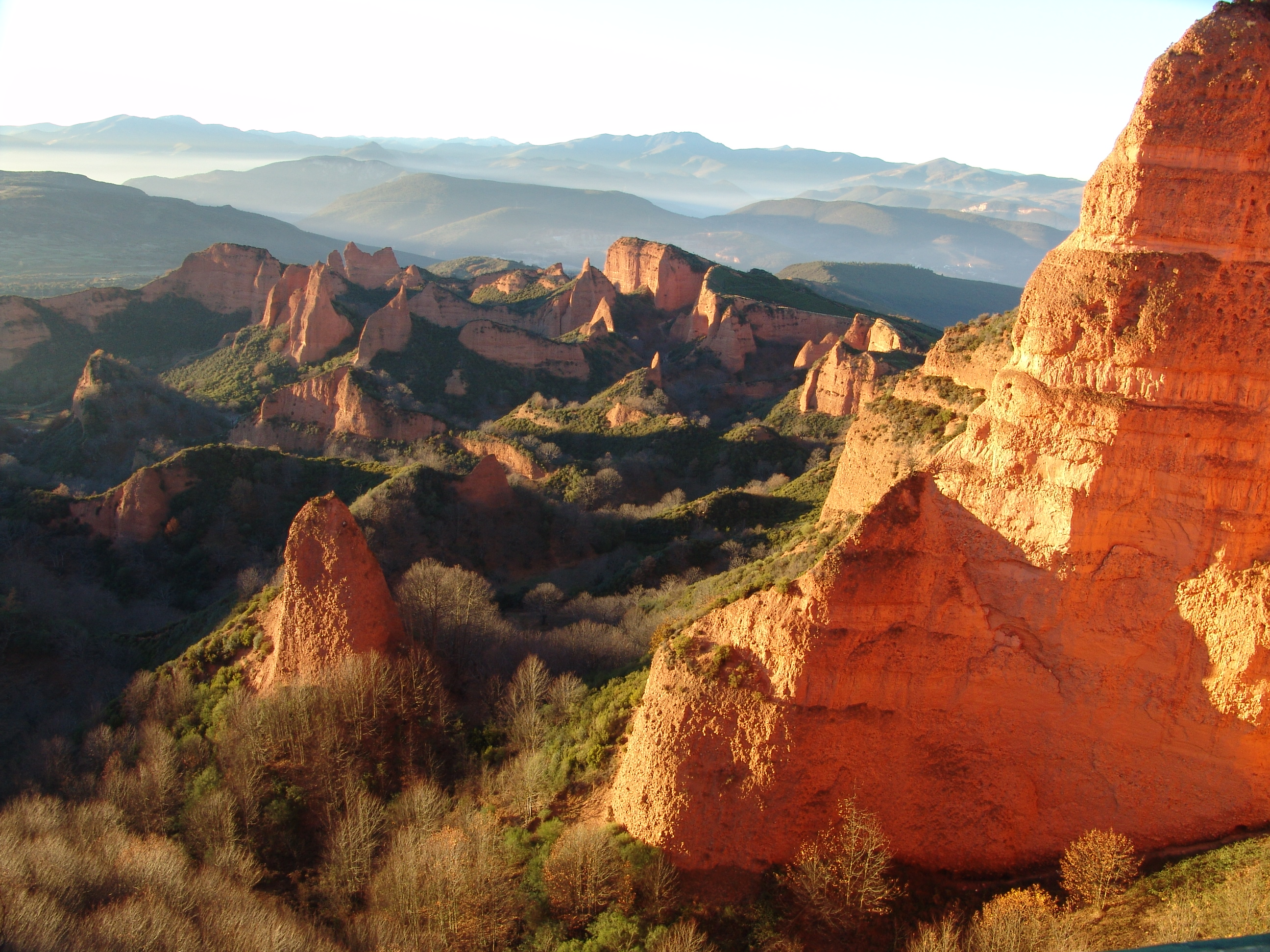
Las Médulas w Leonie – teren rzymskiej kopalni złota.

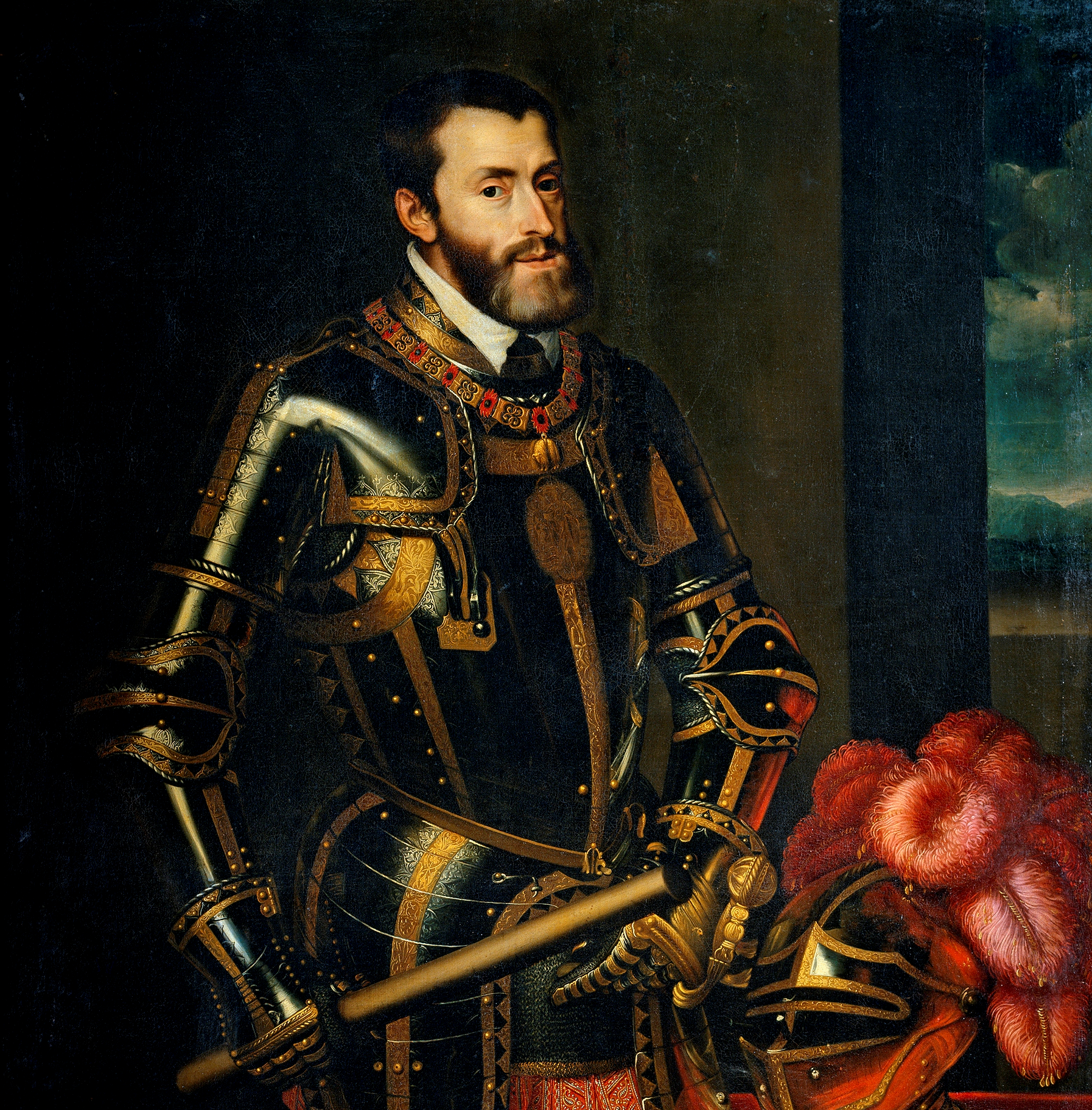
Karol V Habsburg

Począwszy od IX wieku p.n.e. Półwysep Iberyjski był terenem ekspansji licznych ludów i państw: Celtów, Fenicjan, Greków, czy też Kartagińczyków. W II wieku p.n.e. na półwyspie pojawili się Rzymianie. W V wieku na tereny obecnej Hiszpanii wdarli się Wizygoci i stworzyli tam własne królestwo. W roku 711 z obszarów północnej Afryki na Półwysep Iberyjski przedostały się wojska arabskie pod wodzą Tarika, które błyskawicznie podbiły prawie cały półwysep.
Niewielkie królestwa chrześcijańskie na północy rozpoczęły rekonkwistę, która zaowocowała ostatecznym wyparciem Maurów w 1492. Przywódcą i pierwszym królem, zgodnie z tradycją, był don Pelayo, prawdopodobnie szlachcic wizygocki, który razem z innymi schronił się w górach Asturii przed napierającymi z południa wojskami muzułmańskimi. Jako początek procesu rekonkwisty uznaje się bitwę w wąwozie Covadonga (722), w której oddział (około 300 ludzi) pod wodzą don Pelayo pokonał dzięki zaskoczeniu i pułapce kilkukrotnie większe siły przeciwnika. Rozbity oddział muzułmański miał charakter rozpoznawczy, a jego „klęska” nie miała dla najeźdźców większego znaczenia. W ten sposób powstało pierwsze minikrólestwo chrześcijańskie, które rozpoczęło powolne wypieranie najeźdźców muzułmańskich. Z tych drobnych państw chrześcijańskich z czasem wyłoniły się dwa silne królestwa: Kastylia i Aragonia. Rozkwit i ekspansja powstałej z połączenia obu tych państw Hiszpanii były przede wszystkim związane z podbojami kolonialnymi w Ameryce i zdobyciem wielkich bogactw. Dzięki mocarstwowej polityce kraj stał się supermocarstwem w Europie Zachodniej. Stracił jednak tę pozycję na skutek osłabienia, upadku gospodarczego i wyniszczających (przegrywanych) wojen z Francją Ludwika XIV. Problemy z następstwem tronu w XVIII wieku doprowadziły do wojny o sukcesję hiszpańską, która w znacznym stopniu osłabiła państwo.
Około 1825 hiszpańskie imperium kolonialne przestało praktycznie istnieć. Spowodowane to było długim złym zarządzaniem koloniami i niesprawiedliwym ładem społecznym, a także inwazją napoleońską w 1808, przez co idee wolnościowe rewolucji francuskiej rozprzestrzeniły się w kraju i w hiszpańskiej Ameryce.
Hiszpania na krótko dostała się pod wpływy Francji. Wkrótce powróciła dynastia Burbonów i stopniowo kraj stawał się biednym prowincjonalnym królestwem. Na początku XX wieku Hiszpanią rządziło kilku dyktatorów – częste niepokoje społeczne skompromitowały monarchię i w 1931 proklamowano republikę. W latach 1936–1939 kraj ogarnęła wojna domowa. W jej wyniku władzę w kraju przejęli nacjonaliści pod wodzą generała Francisco Franco.
Po śmierci Franco w 1975, władzę przejął wyznaczony przez niego na następcę książę Jan Karol I z dynastii Burbonów. Przywrócono monarchię (formalnie istniała już od lat 40., a Franco pełnił funkcję regenta), a król wprowadził w kraju reformy demokratyczne. W 1982 Hiszpania wstąpiła do NATO, a w 1986 stała się członkiem Europejskiej Wspólnoty Gospodarczej (która później została przekształcona w Unię Europejską).

## Ustrój polityczny

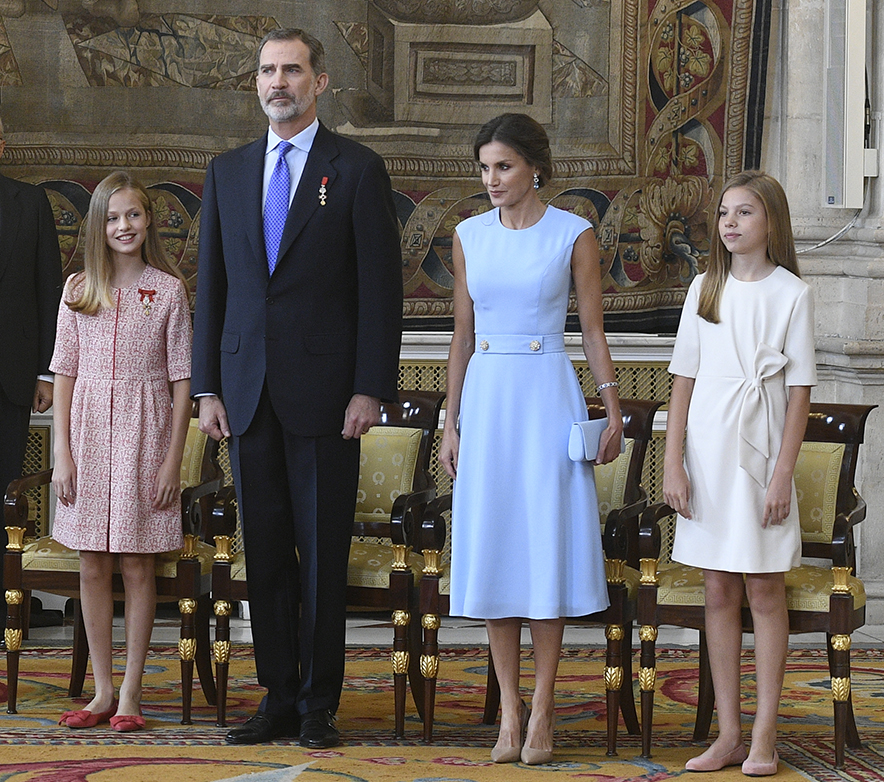
Król Filip VI, królowa Letycja i ich dwie córki, księżniczka Asturii i infantka Sofia, w czerwcu 2019 r.

Hiszpania jest dziedziczną monarchią parlamentarną. Do 19 czerwca 2014 roku królem był Jan Karol z dynastii Burbonów. Wstąpił na tron w 1975 roku po śmierci generała Francisco Franco. Król, mimo iż cieszy się ogromnym autorytetem w społeczeństwie (nawet wśród komunistów), zwłaszcza po udaremnieniu próby zamachu stanu 23 lutego 1981, nie ma w swych rękach żadnej realnej władzy. Mianuje szefa rządu, który zawsze wywodzi się ze zwycięskiego ugrupowania. W wyjątkowych sytuacjach może wygłaszać orędzia do narodu. Jest również najwyższym dowódcą wojska.
Obecnym królem Hiszpanii jest Filip VI, zaś królową Letycja.
Władza ustawodawcza jest zapewniona przez bikameralny parlament – Kortezy Generalne, który składa się z Kongresu Deputowanych (Congreso de Diputados) z 350 członków, wybieranego w wyborach powszechnych na okres 4 lat i Senatu, składającego się z 266 członków, z których 208 jest bezpośrednio wybieranych przez ludzi i 58 mianowanych przez regionalne legislatury, na okres również 4 lat.
Premierem Hiszpanii od 2 czerwca 2018 jest Pedro Sánchez.

### Siły zbrojne
Siły zbrojne istnieją pod nazwą Fuerzas Armadas Españolas, a ich najwyższym dowódcą jest król, natomiast dowódcą operacyjnym jest szef sztabu (Jefe del Estado Mayor de la Defensa). Zasadnicza służba wojskowa we wszystkich rodzajach wojsk trwa 9 miesięcy. Siły Zbrojne są aktywnymi członkami NATO, Eurokorpusu oraz Grup Bojowych Unii Europejskiej. Zgodnie z Art. 8 Konstytucji Hiszpańskiej składają się z:
- sił lądowych,
- marynarki wojennej (w tym także piechoty morskiej),
- sił lotniczych,
- Guardia Civil.

Budżet wojskowy obejmuje 0,84% PKB. Liczebność wojska:
- liczba żołnierzy czynnych – 177 950,
- liczba rezerwistów – 328 500,
- liczba jednostek paramilitarnych (jednostki specjalne, Guardia Civil itp.) – 72 600.

Łącznie w armii służy 579 050 żołnierzy.

### Polityka społeczna
Realizowana w Hiszpanii polityka społeczna obejmuje swym zakresem zabezpieczenie i pomoc społeczną, ochronę zdrowia i politykę oświatową. Zabezpieczeniem społecznym są objęci wszyscy pracujący. Składki na fundusz ubezpieczeniowy są obowiązkowe, także dla pracujących na własny rachunek. Fundusz jest również dotowany z budżetu państwa, są z niego wypłacane emerytury i renty oraz zasiłki macierzyńskie, chorobowe, dla osób bezrobotnych czy ludzi starych oraz na wypadek śmierci. Opieka zdrowotna jest odpłatna, lecz częściowo refinansowana z funduszu ubezpieczeniowego. W przypadku leczenia szpitalnego i stosowania leków zwrot kosztów jest całkowity.

### Oświata
Nauczanie jest bezpłatne i obowiązkowe dla dzieci w wieku 6–16 lat. Nauka w szkole podstawowej (Educación Primaria) trwa 6 lat, w szkole średniej (Educación Secundaria) również 6 lat w dwóch cyklach: I – 4-letni (Educación Secundaria Obligatoria lub ESO), będący kontynuacją szkoły podstawowej i II – 2-letni (Bachillerato), przygotowujący do studiów i zakończony maturą (Prueba de Acceso a la Universidad, PAU lub potocznie selectividad).

## Geografia

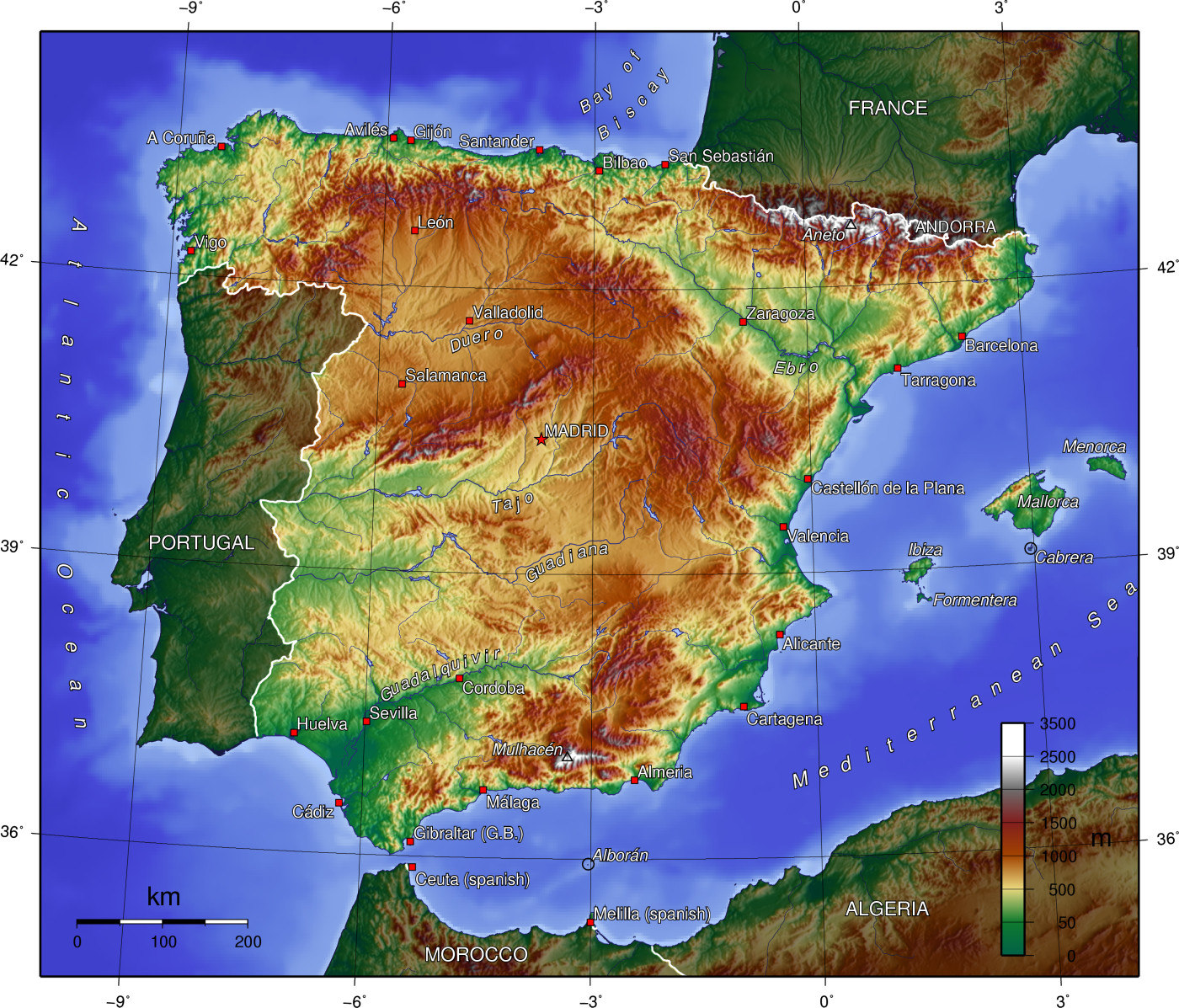
Mapa hipsometryczna Hiszpanii

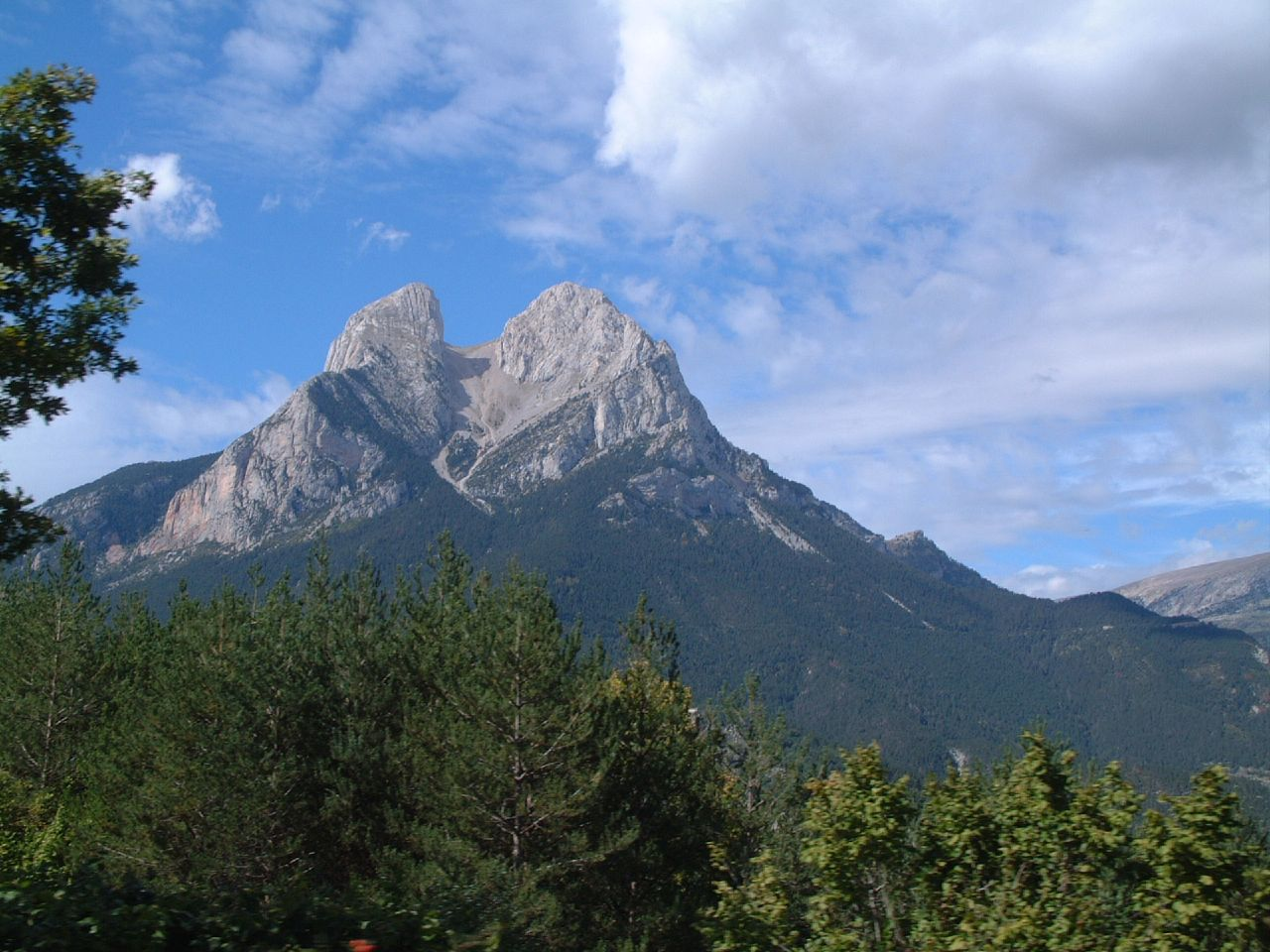
Pireneje

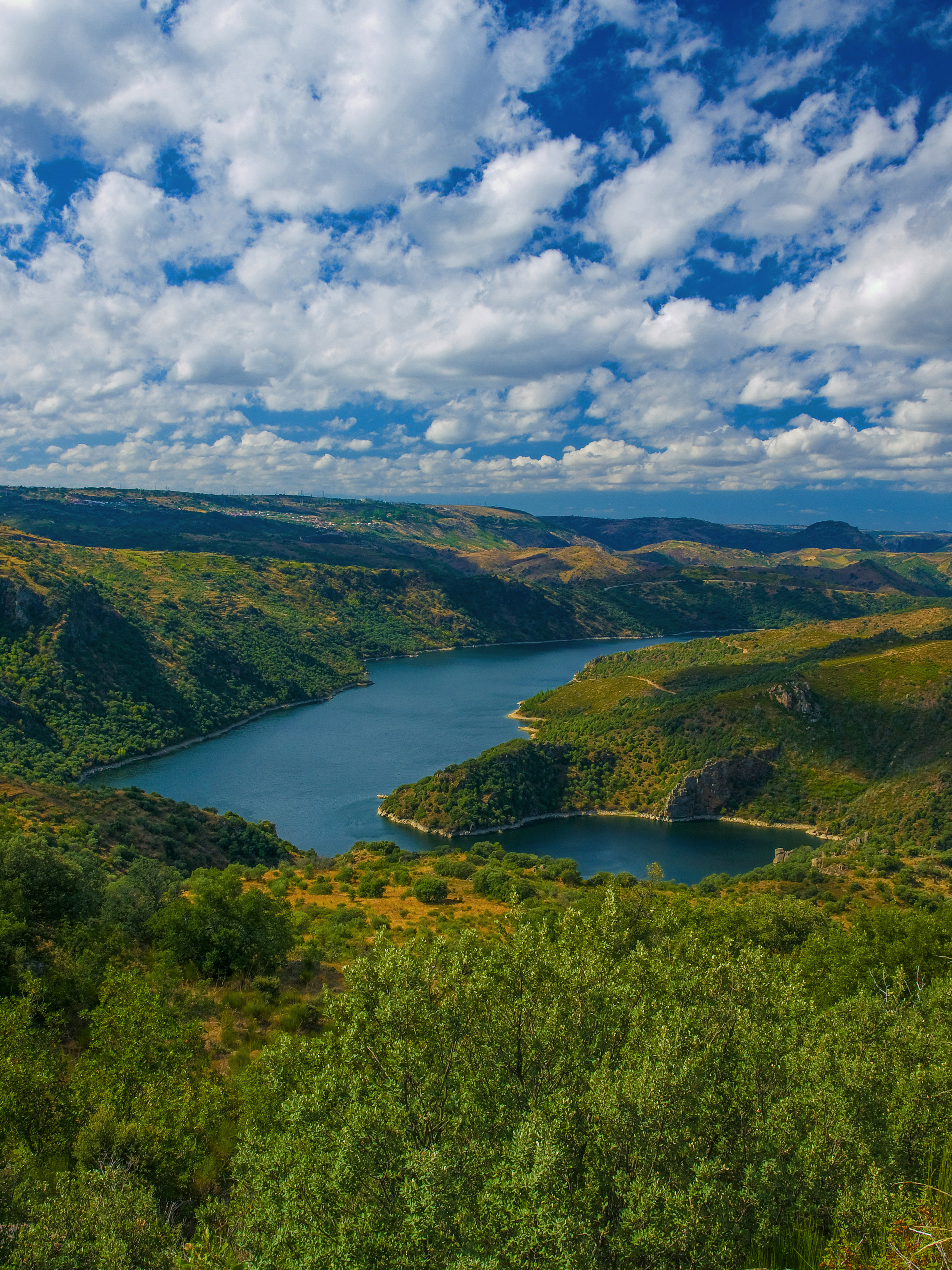
Duero płynąca przez Parque Natural de Arribes del Duero

Hiszpania to kraj wyżynny i górzysty. W skład Hiszpanii wchodzą Baleary na Morzu Śródziemnym, Wyspy Kanaryjskie na Oceanie Atlantyckim oraz tzw. terytoria suwerenne (hiszp.: plazas de soberanía), w skład których wchodzą dwie hiszpańskie posiadłości w Afryce Północnej (enklawy), Ceuta i Melilla, oraz liczne niezamieszkane wyspy. Do Hiszpanii, a dokładniej do Katalonii, należy także otoczone przez terytorium francuskie miasteczko Llívia.
Najdalej wysuniętym na północ punktem kraju jest przylądek Estaca de Bares w Galicji, na południe – Punta Saltos na kanaryjskiej wyspie Hierro, na wschodzie – Punta Esperó na Minorce.
Długość wybrzeża Hiszpanii wynosi ok. 4900 km (2. miejsce w Europie, po Rosji). Długość granic: z Andorą – 63 km, Francją – 646 km, Gibraltarem – 1,2 km, Portugalią – 1224 km, Marokiem – 18,5 km.

### Budowa geologiczna
Centralna część Hiszpanii zbudowana jest z masywów paleozoicznych, częściowo przykrytych osadami mezozoicznymi i kenozoicznymi, które występują w rozległych nieckach. Od północnego wschodu i południowego wschodu graniczą z nimi alpejskie pasma fałdowe Pirenejów i Gór Betyckich.

### Góry
Hiszpania jest krajem wyżynno-górskim (około 90% obszaru zajmują wyżyny i góry). Centralną część kraju zajmuje wyżyna zwana Mesetą Iberyjską, która wznosi się średnio do 600 m n.p.m. Góry Kastylijskie dzielą ją (najwyższy szczyt Almanzor – 2592 m n.p.m.) na dwie części: Starą i Nową Kastylię. Mesetę otaczają góry: od północy Góry Kantabryjskie z najwyższym szczytem Torre de Cerredo (2648 m n.p.m.), od północnego wschodu Góry Iberyjskie z kulminacją Moncayo (2313 m n.p.m.). Na granicy z Francją rozpościerają się niedostępne Pireneje z kulminacją Aneto (3404 m n.p.m.), które wraz z Górami Iberyjskimi i niższymi Górami Katalońskimi otaczają nizinną Kotlinę Aragońską. Innymi ważniejszymi łańcuchami górskimi są: Sierra Morena, Góry Toledańskie i Góry Betyckie z wysoko położonym masywem Sierra Nevada.
- Najwyższe szczyty w Hiszpanii:

| Szczyt                                        | Prowincja              | Wysokość [m n.p.m.] |
| --------------------------------------------- | ---------------------- | ------------------- |
| Teide                                         | Santa Cruz de Tenerife | 3718                |
| Mulhacén                                      | Grenada                | 3478                |
| Aneto                                         | Huesca                 | 3404                |
| Veleta                                        | Grenada                | 3392                |
| Pico Posets                                   | Huesca                 | 3375                |
| La Alcazaba                                   | Grenada                | 3366                |
| Monte Perdido                                 | Huesca                 | 3355                |
| Pico Marboré                                  | Huesca                 | 3328                |
| Pico de la Maladeta                           | Huesca                 | 3309                |
| Pico Viñamala                                 | Huesca                 | 3298                |
| Według Instituto Geográfico Nacional (España) |                        |                     |

### Wody śródlądowe
Głównymi rzekami Hiszpanii są: Tag, Ebro (najdłuższa w Hiszpanii), Gwadiana, Duero i Gwadalkiwir – płyną one w głębokich dolinach oraz mają zmienne stany wód. Duero jest najobfitszą w wodę rzeką na Płw. Iberyjskim, ale i jej wody znacznie opadają w lecie. Istnienie progów uniemożliwia żeglugę, lecz stwarza możliwości wykorzystania energetycznego. Dopływy są wykorzystywane dla celów irygacyjnych, co jednak możliwe jest dzięki budowie zbiorników retencyjnych. Największy z nich znajduje się na Esli w pobliżu jej ujścia do Duero. Tag, z kolei jest najdłuższą rzeką półwyspu (~1010 km), lecz jest ona mało zasobna w wodę. Na odcinku 50 km tworzy granicę między Hiszpanią a Portugalią. Wody Tagu spływają na zachód głęboko wciętą (100–150 m) doliną. Niskie stany w porze letniej i duże spadki terenu uniemożliwiają żeglugę na tej rzece. Gwadiana w swym górnym biegu jest rzeką typowo krasową – miejscami zanikającą i miejscami pokazującą się w jeziorach krasowych.

### Gleby
Pokrywa glebowa Hiszpanii jest bardzo zróżnicowana. Północne obszary pokryte są glebami brunatnymi, a w Górach Kantabryjskich, występuje kompleks gleb bielicowych o niewykształconym profilu. W wielu miejscach Galicji (zwłaszcza w dorzeczu górnego Minho, o dużej wilgotności) rozpowszechnione są: gleby piaszczyste, szkieletowe i zabagnione, a nawet torfowiska. Ogromne regiony pozostałej części Hiszpanii pokryte są glebami brązowymi (cynamonowymi) i brunatnymi śródziemnomorskimi.

### Flora

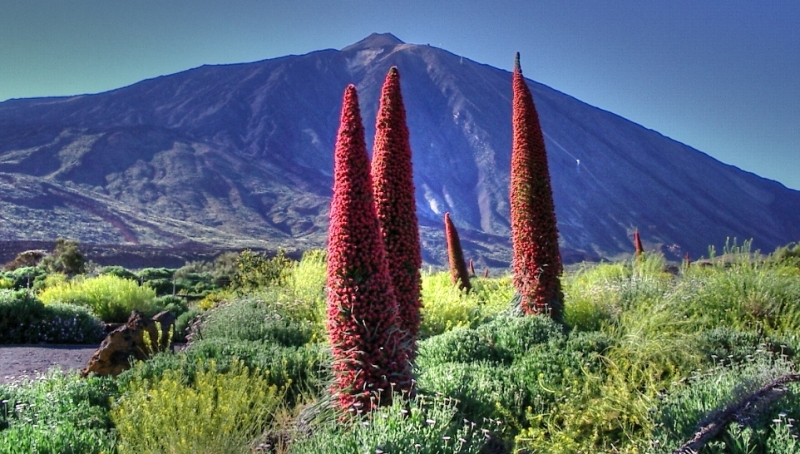
Żmijowiec – Echium wildpretii, charakterystyczna bylina, występująca na szczycie wulkanicznym Teide na Teneryfie – Wyspy Kanaryjskie.

Północną część kraju porastają lasy liściaste, zaś na południu dominują lasy iglaste. Na południu i w środkowej części kraju występuje roślinność śródziemnomorska z enklawami wiecznie zielonych lasów z dębem korkowym, oliwką i pinią. Na suchym obszarze południowo-wschodnim rośnie trawa stepowa, głównie ostnica mocna. W górach występują piętra roślinne. Na Wyspach Kanaryjskich roślinność jest swoista, z dużym udziałem endemitów, m.in. z draceną smoczą, roślinami gruboszowatymi i wawrzynowatymi.

### Fauna
Podobnie jak w przypadku flory, tak i w faunie znajdują się przedstawiciele środkowoeuropejskiej i północnoafrykańskiej fauny. Na północy kraju przeważają gatunki środkowoeuropejskie. W Pirenejach można spotkać dzikie świnie, wilki, kozice czy rysie. Z ptaków drapieżnych obecne są orły i sępy. W górach centralnej części Hiszpanii występują lisy, borsuki, krety i różnorodne gryzonie. W tym samym rejonie, na stepowych nizinach występują zające, króliki i populacja różnorodnych gryzoni. Na południu Hiszpanii występują reprezentanci północnoafrykańskiej fauny, zwierzęta takie jak jeżozwierz, przepiórka, łasica pospolita, szakal oraz wiele gatunków jaszczurek. Na Gibraltarze występuje jedyny gatunek małp europejskich – magota gibraltarska. Rzeki kraju obfitują w różnorodne gatunki ryb takie jak: pstrągi, łososie – w rzekach w regionie Kantabrii, płocie czy świnki. W przybrzeżnych rejonach mórz napotkać można tu dorsze, makrele i tuńczyki. Miejscowe zwierzęta, niespotykane nigdzie indziej w Europie, to m.in. żeneta i koziorożec pirenejski. Licznie występują tu ptaki.

### Podział administracyjny
Hiszpania dzieli się na 17 wspólnot autonomicznych (Comunidades Autónomas), które cieszą się dużą autonomią (głównie w kwestiach szkolnictwa, podatków itd.), oraz dwa miasta autonomiczne (Ciudad Autónoma). Oto one:
- Andaluzja (Andalucía)
- Aragonia (Aragón)
- Asturia (Asturias)
- Baleary (Islas Baleares)
- Estremadura (Extremadura)
- Galicja (Galicia)
- Kantabria (Cantabria)
- Kastylia-La Mancha (Castilla-La Mancha)
- Kastylia i León (Castilla y León)
- Katalonia (Cataluña)
- Kraj Basków (País Vasco)
- La Rioja (La Rioja)
- Madryt (Comunidad de Madrid)
- Murcja (Región de Murcia)
- Nawarra (Navarra)
- Walencja (Comunidad Valenciana)
- Wyspy Kanaryjskie (Canarias)

Integralną część Hiszpanii stanowią tzw. hiszpańskie posiadłości w Afryce Północnej:
- Ceuta (Ceuta)
- Melilla (Melilla)

Wspólnoty autonomiczne Hiszpanii dzielą się na 50 prowincji.

### Klimat

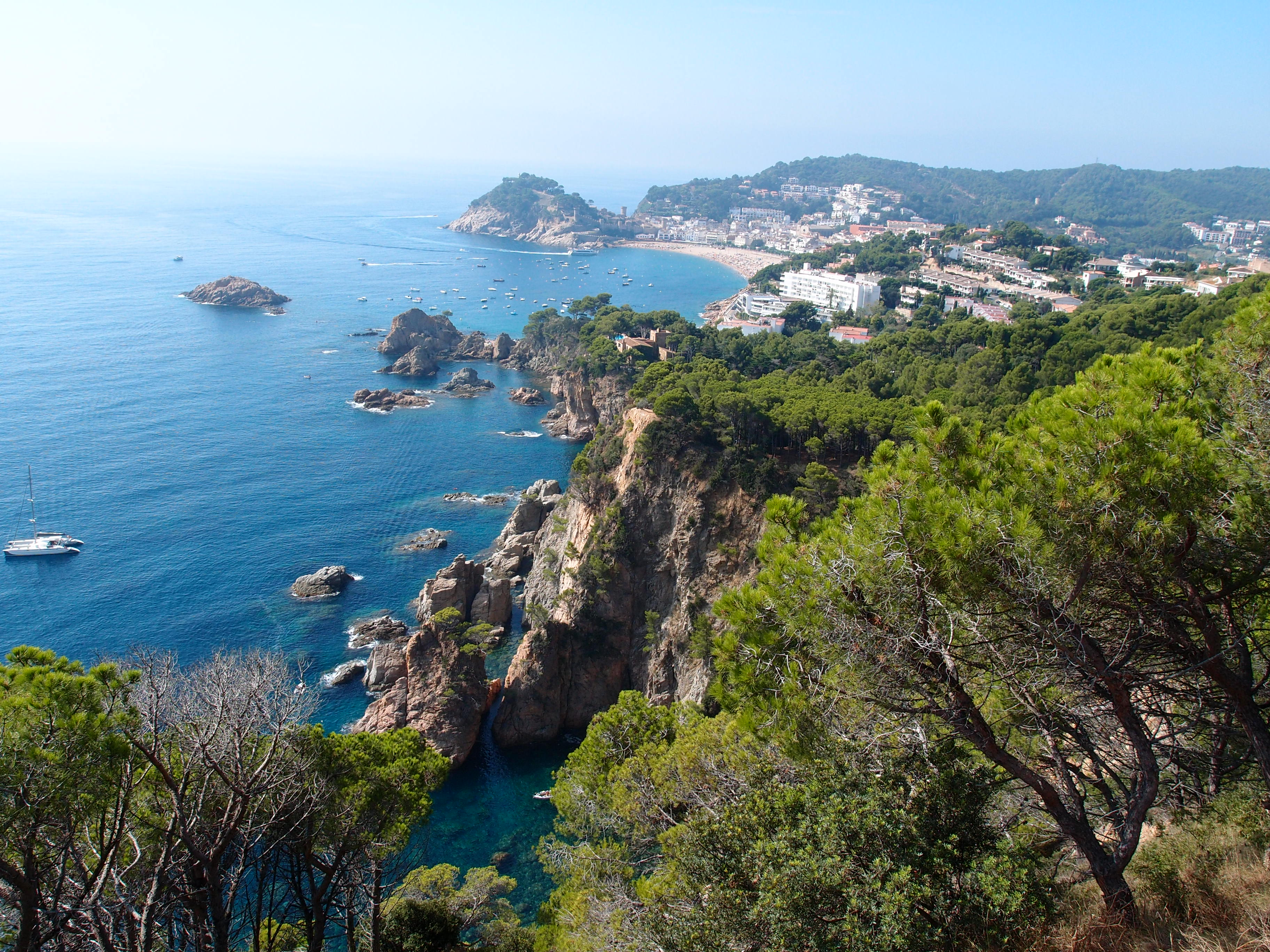
Tossa de Mar, Katalonia

Klimat Hiszpanii jest zróżnicowany od chłodnego i deszczowego na północnym zachodzie, po gorący i suchy na równinach Andaluzji. Wynika to z ukształtowania terenu. Centrum kraju charakteryzuje się klimatem kontynentalnym. Jest to teren otoczony pasmami górskimi, w związku z czym nie dociera tam wilgotne powietrze i jest bardzo sucho. Występują duże amplitudy temperatur dziennych, jak i rocznych. Latem na całym obszarze kraju z wyjątkiem północnego wybrzeża, jest gorąco i słonecznie. Średnie temperatury wynoszą +12 °C w styczniu i +25 °C w lipcu, roczna ilość opadów sięga 250 mm. Madryt, leżący na wysokości 660 m n.p.m., ma średnie temp. +5 °C w styczniu i +24 °C w lipcu. Północ kraju jest terenem zdecydowanie wilgotnym. Występują tam spore opady, a temperatury są umiarkowane. Niewielkie amplitudy miesięczne wskazują na łagodne zimy (od +6 °C do +10 °C) i chłodne lata (średnio poniżej +22 °C). Obszar wybrzeża na wschodzie i południu kraju przejawia cechy klimatu śródziemnego z wpływem klimatu morskiego, im bardziej na południe tym bardziej gorący klimat. Jest to teren raczej suchy, z gorącym latem (ponad +22 °C) i łagodną zimą (od +6 °C na północno-wschodnim wybrzeżu do ponad +10 °C na południu).
Strefy klimatyczne w Hiszpanii:
- Strefy klimatyczne: podzwrotnikowa i umiarkowana
- Klimaty: śródziemnomorski, kontynentalny i morski

## Język
kastylijski (hiszpański)
     kataloński, walencki
     baskijski
     galisyjski
     leoński
     aragoński
     aranejski

kastylijski (hiszpański)
kataloński, walencki
baskijski
galisyjski
leoński
aragoński
aranejski

W Hiszpanii status urzędowego ma język: kastylijski (potocznie zwany hiszpańskim) oraz regionalnie także: kataloński, baskijski, galicyjski i aranejski. Zgodnie z zapisem w konstytucji Hiszpanii, każdy obywatel tego kraju ma obowiązek znać język kastylijski.
Język kataloński jako urzędowy występuje w Katalonii i na Balearach. Poza tym używany jest w Pasie Zachodnim (Aragonia) i w comarce Carche na terenie Murcji. Na terenie wspólnoty autonomicznej Walencja, używany jest wariant języka katalońskiego – walencjański. Język galicyjski jako urzędowy występuje tylko w Galicji. Ponadto używany jest w prowincjach León i Zamora, jednak nie ma tam statusu urzędowego. Język baskijski jako urzędowy występuje w Kraju Basków i na północy Nawarry. W gminach doliny Arán w katalońskiej prowincji Lleida, obowiązuje język aranejski, wariant oksytańskiego.
Występują także liczne języki i dialekty romańskie, które nie mają statusu urzędowych w żadnej z hiszpańskich gmin. Są to:
- asturleoński, w skład którego wchodzą: asturyjski (używany w Asturii), kantabryjski (używany w Kantabrii), leóński (używany w prowincjach: León i Zamora), estremadurski (używany w Estremadurze)
- aragoński (używany w Aragonii)
- portugalski (niegdyś używany w niektórych gminach na terenie Estremadury, graniczących z Portugalią; obecnie praktycznie nieużywany)

## Demografia

Gęstość zaludnienia według prowincji (2008)

### Dane ogólne
Hiszpania liczyła 40 499 799 mieszkańców 1 stycznia 2000, zaś 1 stycznia 2009 już 46 661 950. Gęstość zaludnienia wynosi 91,4 os./km², jest niższa niż w większości krajów Europy Zachodniej, a jej rozmieszczenie na terytorium kraju jest nierównomierne. Obszary najgęściej zaludnione znajdują się na wybrzeżu i wokół Obszaru Metropolitarnego Madrytu, podczas gdy reszta interioru jest słabo zaludniona. Gęstość zaludnienia jest różna w zależności od prowincji. Największa gęstość zaludnienia występuje w granicach wielkich miast.

### Imigracja
Hiszpania, podobnie jak prawie wszystkie kraje Europy borykałaby się z ujemnym przyrostem naturalnym, gdyby nie imigranci, których przyciąga dynamicznie rozwijająca się gospodarka tego kraju. Rocznie przybywają ich tysiące – głównie z Afryki i dawnych hiszpańskich kolonii. W 2009 r., 11,4% mieszkańców (5,4 mln) było obcokrajowcami. Największymi mniejszościami są: Rumuni (673 017 osób), Marokańczycy (769 050), Ekwadorczycy (135 045), Kolumbijczycy (165 608), Boliwijczycy ( 99 220) i Brytyjczycy (241-761 tys.) oraz ludność z pozostałych krajów afrykańskich, a nawet z krajów dalekiej Azji (418 602), w tym Chińczycy (215 748). Często próby przedostania się biednych ludzi z Afryki kończą się tragedią – toną w Morzu Śródziemnym lub Oceanie Atlantyckim. W Hiszpanii widoczna jest tendencja przybywania tu i osiedlania się ludności z krajów UE i z całej Europy, wśród nich są m.in. Brytyjczycy (240 934 osoby), Francuzi (98 558), Niemcy (110 852), Portugalczycy (89 005), Włosi (206 066), Polacy (52 212), Turcy (105 tys.), Ukraińcy (100 tys.) i Szwedzi (60 tys.).

### Miasta

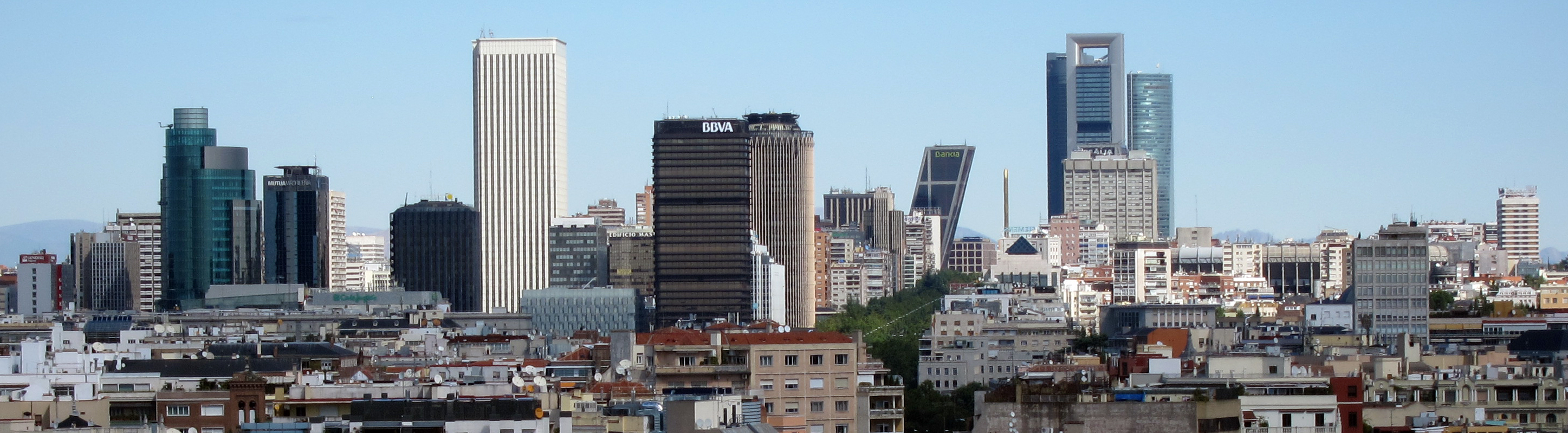
Madryt

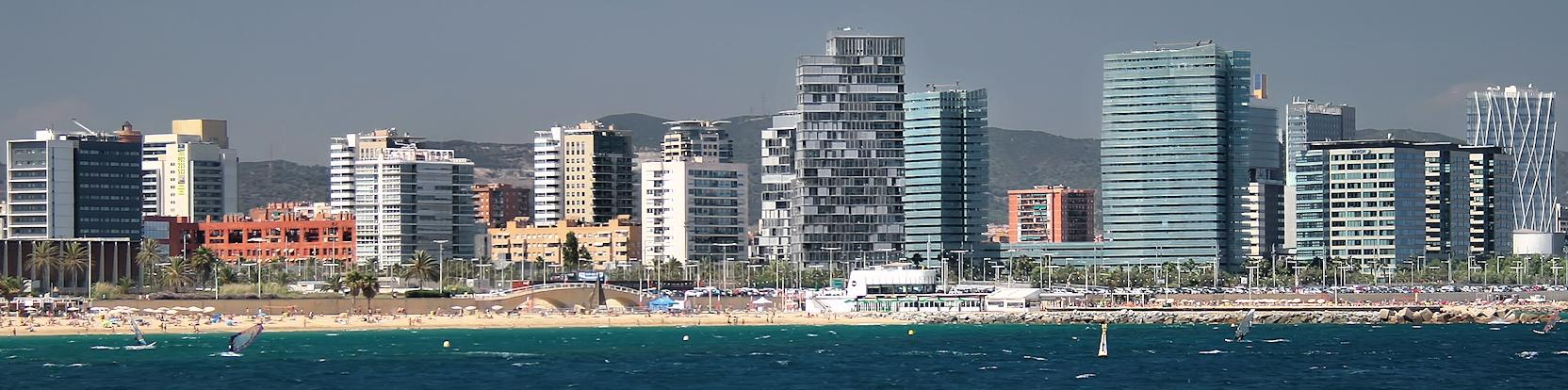
Barcelona

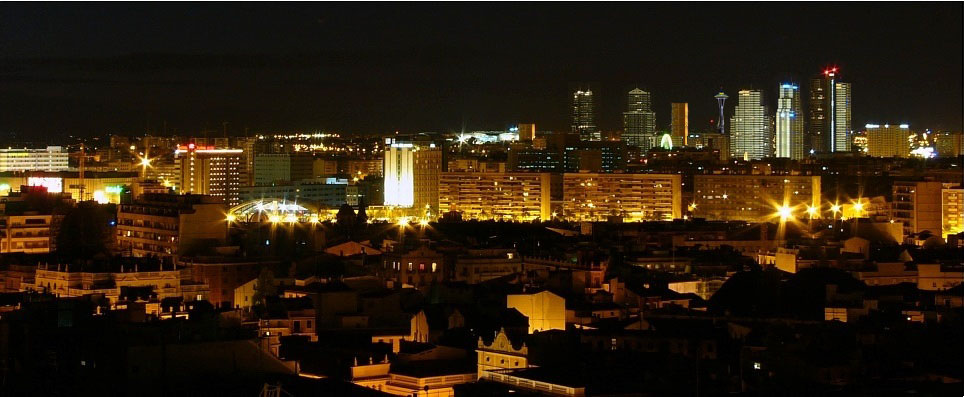
Walencja

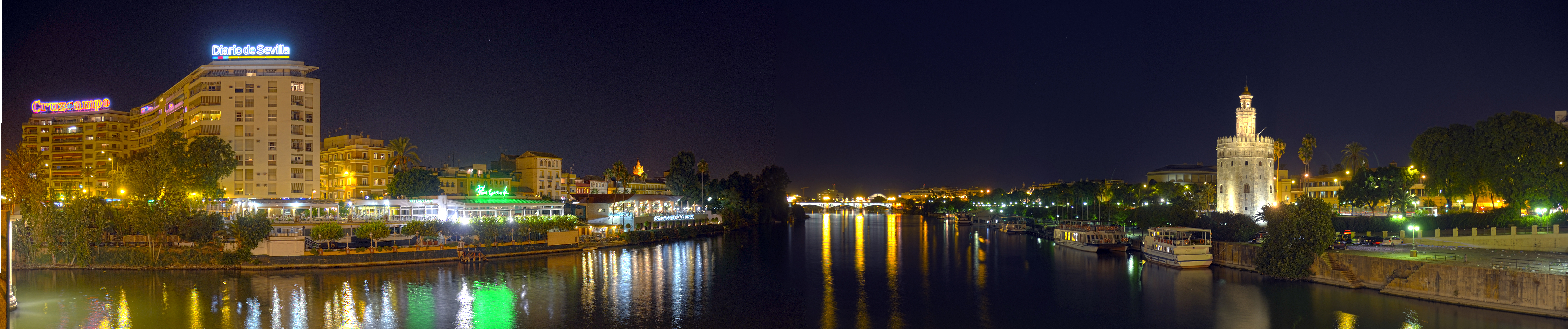
Sewilla

Z wyjątkiem Madrytu, Sewilli i Saragossy, największe aglomeracje miejskie występują wzdłuż wybrzeży Morza Śródziemnego i Atlantyku. Najludniejsze miasta i aglomeracje Hiszpanii – liczba ludności w zależności od centrum administracyjnego (hiszp. municipio), zespołu miejskiego i obszaru metropolitalnego (metropolii miejskiej):
| Miasto     | Centrum administracyjne | Zespół miejski | Region metropolitalny |
| ---------- | ----------------------- | -------------- | --------------------- |
| Madryt     | 3 182 981               | 6 798 000      | 6 476 838             |
| Barcelona  | 1 620 809               | 5 317 000      | 5 474 482             |
| Walencja   | 787 808                 | 1 547 000      | 2 522 383             |
| Sewilla    | 689 434                 | 1 138 000      | 1 943 191             |
| Saragossa  | 664 938                 | 707 000        | 961 518               |
| Malaga     | 569 002                 | 692 000        | 1 646 777             |
| Murcja     | 443 243                 | 525 000        | 1 472 991             |
| Palma      | 406 492                 | 522 000        | 894 897               |
| Las Palmas | 377 650                 | 619 000        | 857 702               |
| Bilbao     | 345 110                 | 782 000        | 1 134 514             |
| Alicante   | 329 988                 | 490 000        | 1 842 616             |

### Osadnictwo
Osiedla wiejskie odznaczają się w Hiszpanii bardzo dużą różnorodnością; w zależności od okolicy zmieniają się materiał, z którego zbudowane są domy, a także ich wielkość i układ przestrzenny. Z jednej strony występuje więc osadnictwo całkowicie rozproszone, a z drugiej – skupione, w którym nierzadkie są przykłady wsi liczących powyżej 2 tys. domów (np. tzw. pueblos blancos). Rozmieszczenie i typy wsi zależą przede wszystkim od warunków przyrodniczych. Możliwość zaopatrzenia w wodę decyduje jednoznacznie o lokalizacji wsi, których większość leży w dolinach rzek. Niekiedy wpływ mają tu także czynniki przyrodnicze, historyczne oraz ekonomiczne. Formy osiedli pochodzą z różnorodnych okresów, a centralnie położonymi ośrodkami są stolice prowincji.

## Religie

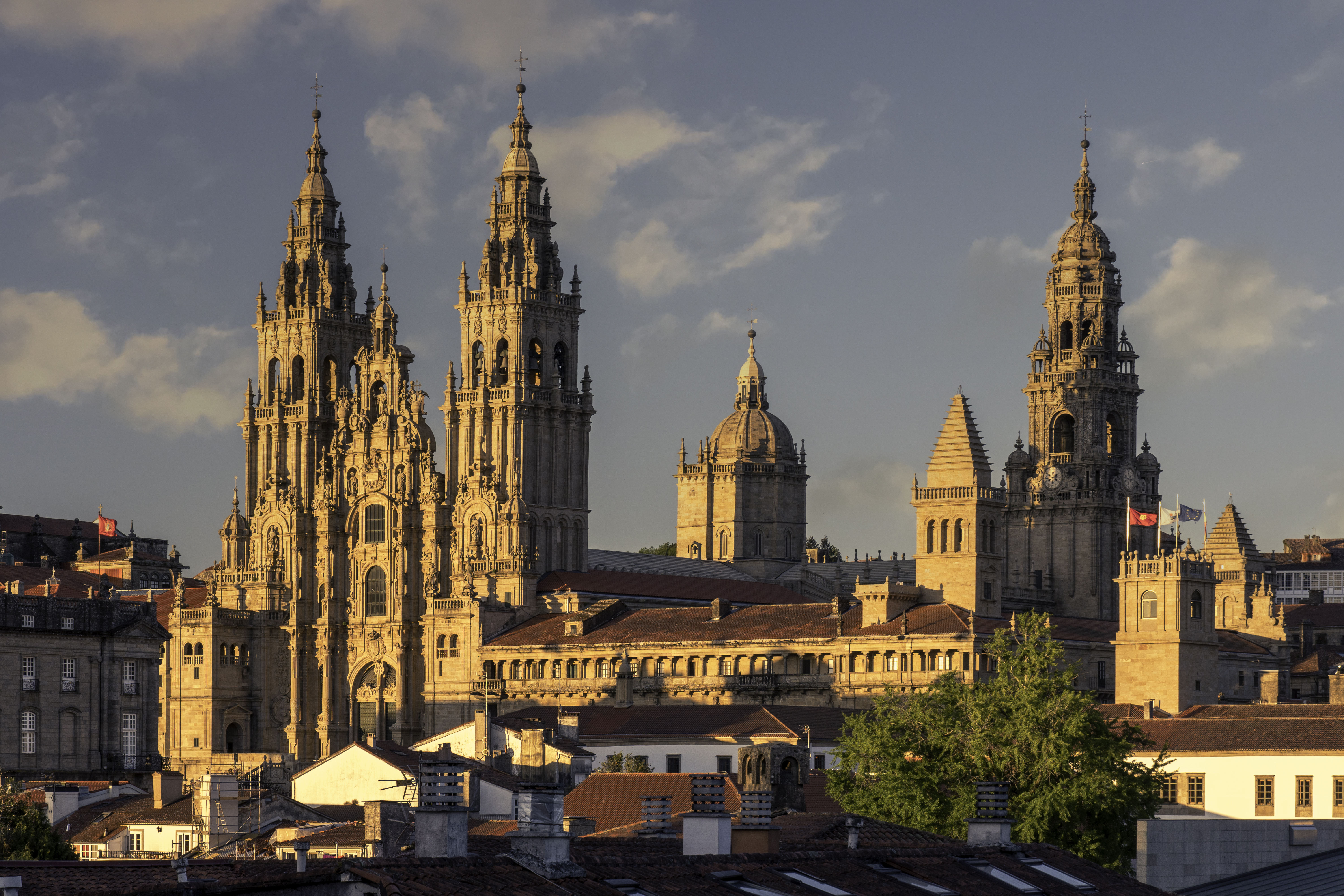
Katedra w Santiago de Compostela – jedna z najważniejszych świątyń pielgrzymkowych na świecie

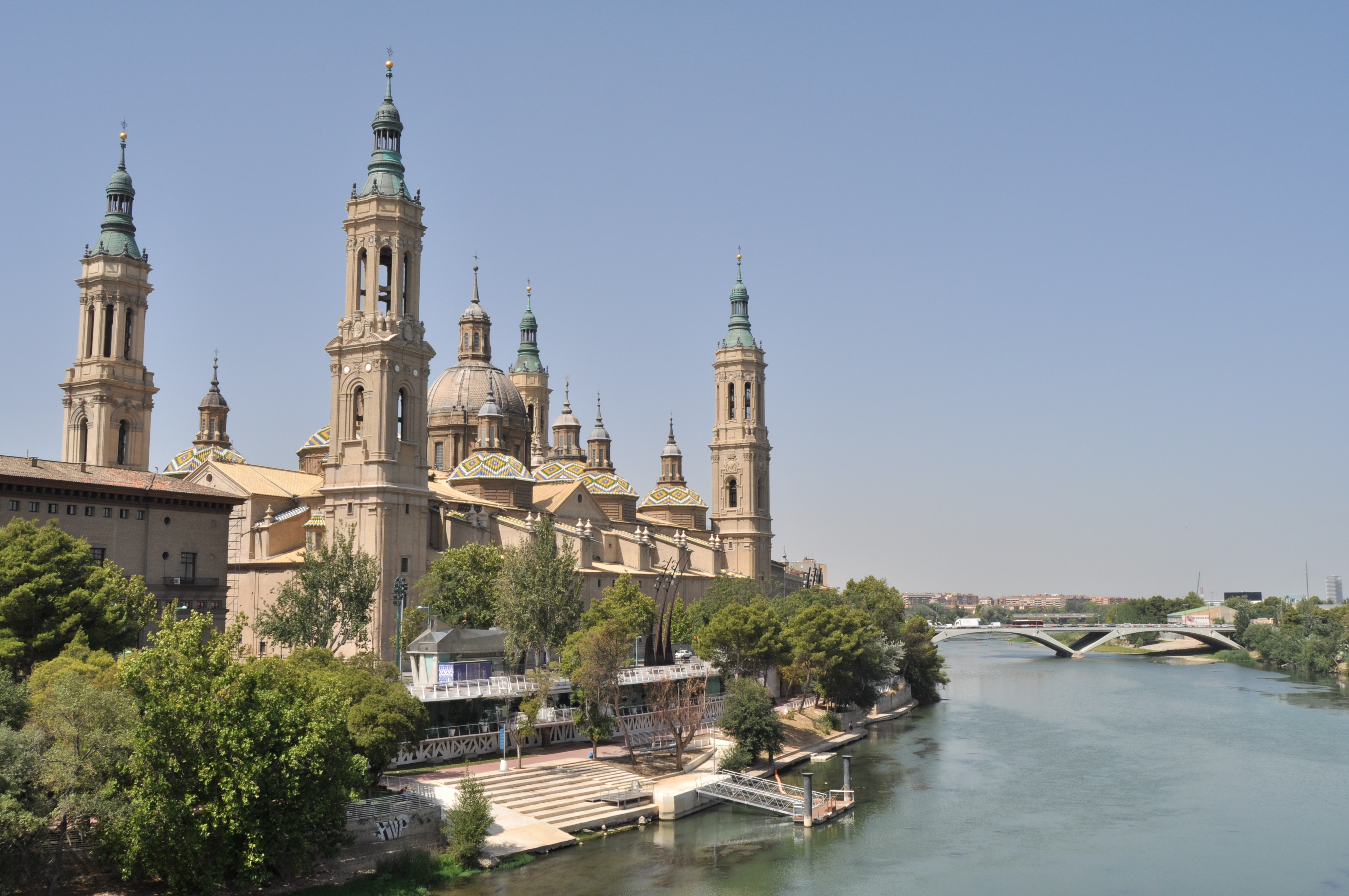
Bazylika Nuestra Señora del Pilar w Saragossie – największa świątynia barokowa w kraju

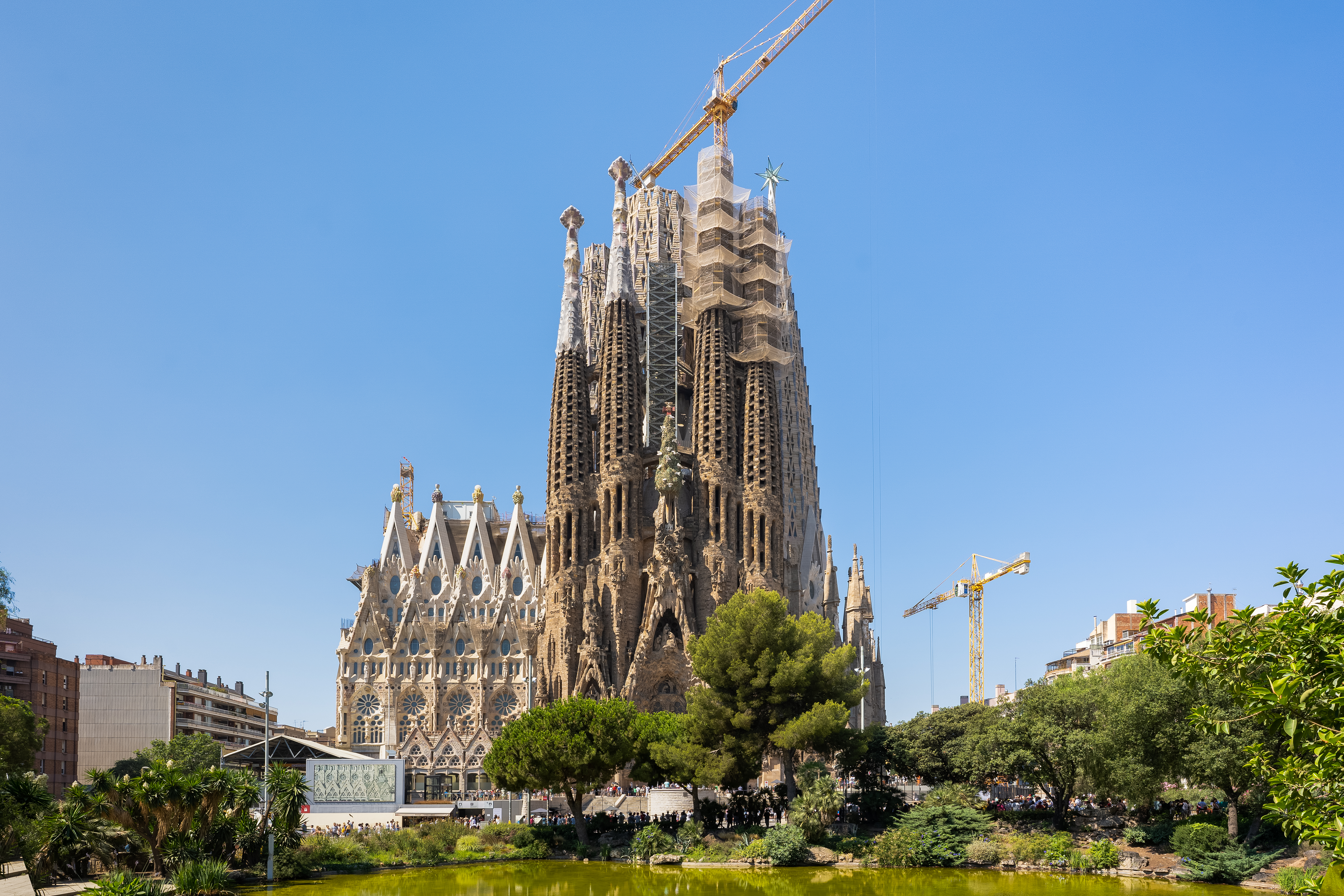
Katedra Sagrada Família w Barcelonie

Przez wieki Hiszpania uważana była za bastion katolicyzmu w Europie. Tereny dzisiejszej Hiszpanii były jednymi z najszybciej schrystianizowanych w Europie – w IV wieku. Na początku VIII wieku od strony południa miała miejsce inwazja arabska obejmująca niemal cały Półwysep Iberyjski. W I połowie VIII wieku od północy rozpoczęła się Rekonkwista – wypieranie muzułmańskich Maurów z Półwyspu. Po opanowaniu całej Hiszpanii, czyli po roku 1492 jej monarchowie Ferdynand II Katolicki i Izabela I Katolicka rozpoczęli prześladowania muzułmanów i żydów zmuszając ich do konwersji na chrześcijaństwo. Doprowadziło to ostatecznie do wyrugowania wyznawców innych niż rzymski katolicyzm wyznań. W XVI wieku do Hiszpanii zaczęły szybko przenikać idee Reformacji, ale władcy opowiedzieli się po stronie Kościoła rzymskokatolickiego. W tym samym czasie rozpoczęły się podboje obu Ameryk i przymusowe nawracanie lub mordowanie ludności kolonizowanych terenów. Do początku XIX wieku Hiszpania pozostawała bastionem europejskiego katolicyzmu z szeroko praktykowaną Inkwizycją, lecz za czasów wojen napoleońskich i wojen domowych będących jej skutkiem zniesiono ją.
Republikańskie rządy Francji próbowały narzucić laicki model państwa w Hiszpanii, co tylko częściowo się udało. W XIX wieku Hiszpania stała się monarchią parlamentarną z trójpodziałem władzy. Na skutek trendów modernizacyjnych, rewolucji przemysłowej, upowszechniającego się liberalizmu polityczno-gospodarczego i demokratyzacji życia społecznego pozycja Kościoła i rola religii zaczęły słabnąć, zwłaszcza w Katalonii, choć procesy te były dużo słabsze, niż w pozostałych krajach europejskich. Na początku XX wieku w północnej, dobrze rozwiniętej gospodarczo i zaawansowanej technologicznie Hiszpanii upowszechniały się: dążenie rewolucyjne, socjalizm, antyklerykalizm i liberalizm obyczajowy. W latach 30. zaostrzył się konflikt między konserwatystami skupionymi wokół monarchii i Kościoła a republikanami opowiadającymi się za laicką republiką w całej Hiszpanii. Doprowadziło to do wybuchu wojny domowej, w czasie której instytucja Kościoła rzymskokatolickiego i duchowieństwo doznały bardzo dużych prześladowań ze strony sił republikańskich, anarchistycznych i socjalistycznych.
Po wygranej przez generała Francisco Franco wojnie Hiszpania stała się na powrót państwem wyznaniowym, w którym Kościół rzymskokatolicki miał uprzywilejowaną pozycję, a niemal całe życie społeczne i obyczajowe podporządkowane było ideom narodowego katolicyzmu. Przywrócono kary za kontakty homoseksualne. Rozwody, antykoncepcja, aborcja i edukacja seksualna zostały zakazane. Płacenie podatków na rzecz prywatnych szkół katolickich i nauczanie lekcji religii katolickiej stało się obowiązkowe w szkołach bez względu na wyznanie. Stan ten utrzymywał się do połowy lat 70., kiedy to po śmierci generała Franco przywrócono monarchię konstytucyjną i zagwarantowano wolność sumienia, świeckość i neutralność światopoglądową państwa.
W 1982 roku wybory do parlamentu wygrała Hiszpańska Socjalistyczna Partia Robotnicza sprawując bez przerwy władzę przez 14 lat. W okresie rządów Partii Socjalistycznej nadal trwał dynamiczny rozwój gospodarki, wzrósł konsumpcjonizm, doszło do sekularyzacji i liberalizacji życia społecznego i obyczajowego. W nowoczesnym i zamożnym społeczeństwie hiszpańskim Kościół i religia przestały być uważane za instytucje zaspokajające potrzeby wiernych. Powszechne były także nastroje antyklerykalne oskarżające Kościół o nacjonalizm i wspieranie dyktatury Franco. Kościół zaczął systematycznie tracić na znaczeniu, a jego wpływy na życie publiczne i społeczne maleć.

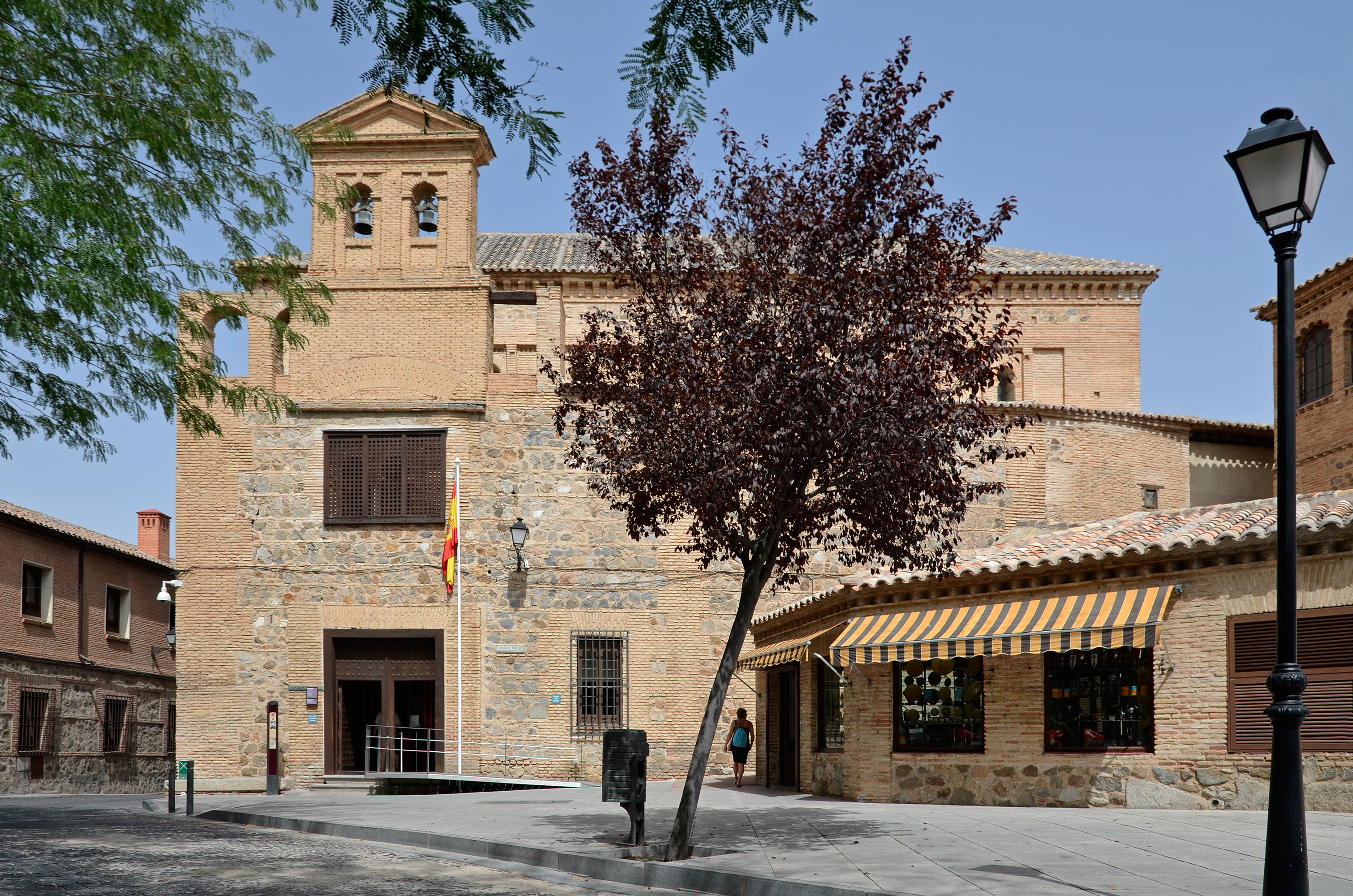
Synagoga El Tránsito w Toledo

W ostatnich latach procesy laicyzacji i sekularyzacji pogłębiły się. Według Centrum Badań Socjologicznych w 2014 roku 68,8% Hiszpanów zdeklarowało przynależność do Kościoła rzymskokatolickiego (76% w 2006 roku), 1,9% to wyznawcy pozostałych religii (głównie protestantyzmu, prawosławia, islamu, buddyzmu, hinduizmu i sikhizmu), a 26,1% zdeklarowało ateizm, agnostycyzm lub bezwyznaniowość (19% w 2006 roku). Pozostałe 3,1% nie określiło swej przynależności religijnej. W 1975 roku 61% Hiszpanów uczęszczało systematycznie do kościoła na niedzielne nabożeństwa, w 2002 roku 25%, podczas gdy w 2009 roku już tylko 15%. 58% Hiszpanów zdeklarowało, że nigdy nie chodzi do kościoła. Według sondażu Eurobarometr w 2010 roku 59% Hiszpanów przyznało się do wiary w Boga osobowego, 20% do wiary w nieokreśloną siłę wyższą, a 19% zdeklarowało brak wiary. Według tego samego ośrodka badawczego w 2008 roku zaledwie 3% Hiszpanów uznało religię za jedną z trzech najważniejszych wartości, podczas gdy średnia europejska wyniosła 7%. Według Instytutu Gallupa aż 59% Hiszpanów przyznało, że religia nie odgrywa ważnej roli w ich życiu. Odbiciem malejącej roli Kościoła i religii w Hiszpanii są drastyczny kryzys powołań i niedobór duchowieństwa, upowszechniający się relatywizm moralny, daleko posunięta tolerancja wobec antykoncepcji, aborcji, eutanazji, kohabitacji czy małżeństw homoseksualnych. Szczególnie młode pokolenie krytyczne jest wobec postaw i doktryn Kościoła odnośnie do etyki seksualnej i życia małżeńsko-rodzinnego. Młode pokolenie także w największym stopniu skłania się ku indywidualnej wierze bądź bezwyznaniowości. W 2005 roku zaledwie połowa młodzieży utożsamiała się z katolicyzmem, z czego jedynie 10% było zaangażowanych religijnie, a niespełna 4% systematycznie praktykowało. Z drugiej strony w obliczu gwałtownej laicyzacji życia publicznego, reform rządzącej ówcześnie PSOE i napływu muzułmańskich imigrantów, widoczna była także aktywna działalność organizacji katolickich mobilizujących prawicowe ugrupowania polityczne i zwolenników odnowy moralnej i tradycyjnych wartości rodzinnych i katolickich. Ruchy te jednak wydają się być w mniejszości.

## Gospodarka

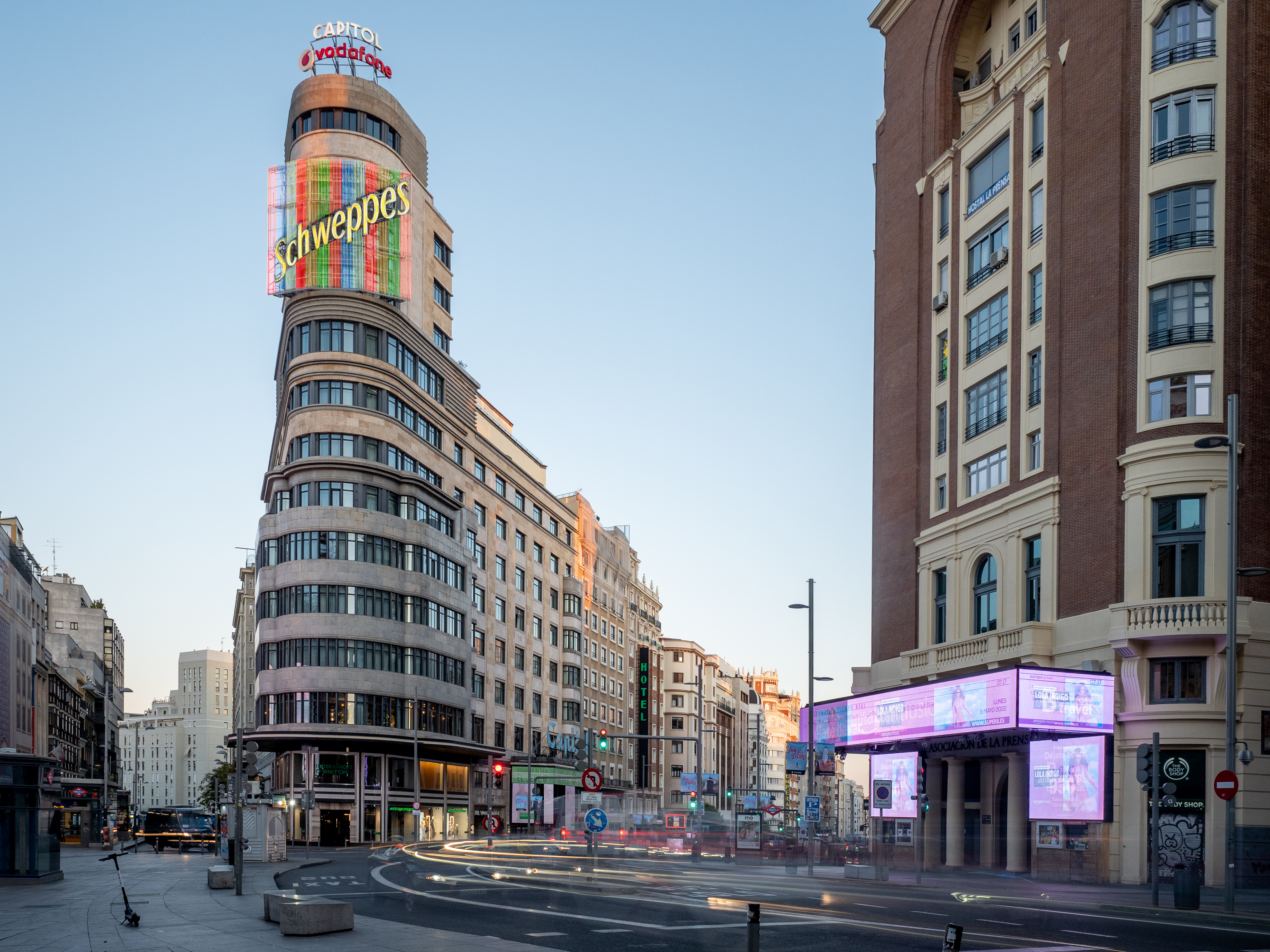
Madryt – stolica Hiszpanii

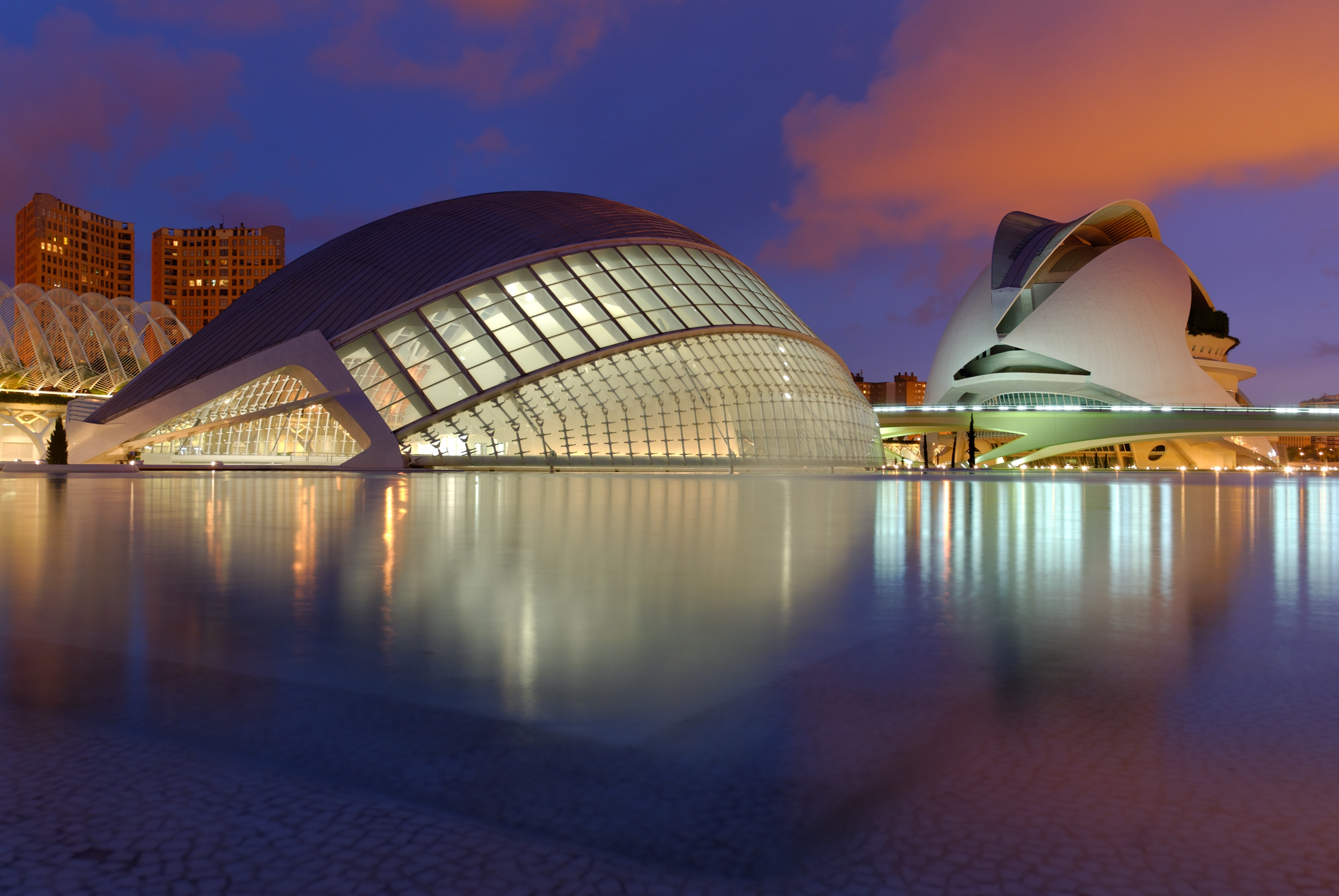
Walencja – nowoczesna architektura kompleksu Ciudad de las Artes y las Ciencias (Miasto Sztuki i Nauk) autorstwa syna miasta, architekta Santiago Calatravy

Do lat sześćdziesiątych ubiegłego stulecia Hiszpania była jednym z najuboższych krajów Europy Zachodniej. Masowy napływ turystów spowodował wielki wzrost inwestycji i napływ kapitału zagranicznego, który wzmógł się jeszcze po przystąpieniu do Unii Europejskiej.
Hiszpania była przez ostatnie pół wieku jednym z najszybciej rozwijających się gospodarczo państw Europy. W 2009 PKB wyniósł 1052 mld euro, czyli 23,5 tys. euro na mieszkańca. Hiszpania uporała się w ostatnich latach ze zmorą, jaką była znaczna inflacja (od 1990 spadła z ponad 9% do ok. 2,5–3% w 2011) i masowym bezrobociem. W IV kwartale 2011 wynosiło ono 21,3% wobec 21,6% w 1978. Bezrobocie w lipcu 2018 roku wynosiło 15,1%.
Hiszpania jest 15. co do wielkości gospodarką na świecie.
Hiszpania jest znaczącym uczestnikiem handlu zagranicznego, wielkie banki mają swe siedziby gł. w Madrycie, Barcelonie, Walencji i Bilbao. W gospodarce Hiszpanii bardzo dużą rolę odgrywa obcy kapitał zagraniczny – głównie inwestycje amerykańskie, brytyjskie, francuskie, to właśnie one doprowadziły do szybkiego uprzemysłowienia Hiszpanii.
Hiszpania jest zaliczana do grupy państw wysoko rozwiniętych, co potwierdza wysoki PKB.
Pod względem potencjału ekonomicznego Hiszpanie stanowią wielką czołówkę Europy wraz z dużymi krajami kontynentu. Są już dziewiątą potęgą gospodarczą świata i stali się ważnym motorem napędowym europejskiej gospodarki. Produkt krajowy brutto Hiszpania ma już wyższy niż należąca do G7 Kanada. Relatywnie niskie ceny wpływają na wysoką siłę nabywczą porównywalną do Włoch i Francji.

### Przemysł

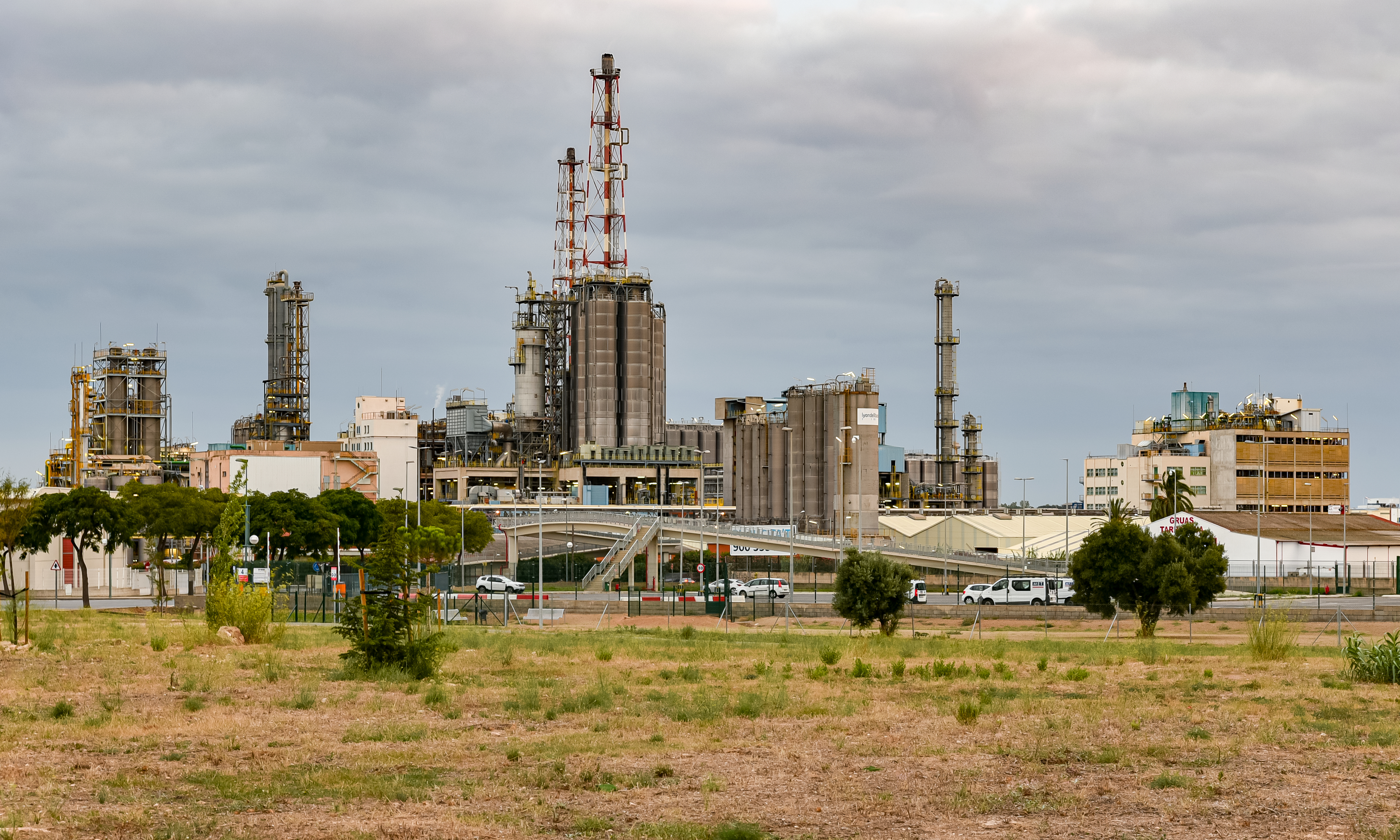
Kompleks fabryk w La Pobla de Mafumet

Najważniejszą gałęzią gospodarki jest wysoko rozwinięty przemysł, zgrupowany w kilku wielkich okręgach. Hiszpania jest ważnym producentem samochodów osobowych (m.in. SEAT) i ciężarowych (Barcelona i Lleida, Walencja, Madryt, Valladolid, La Coruña). Kilka wielkich koncernów ulokowało tutaj swoje zakłady (VW, grupa PSA, Ford). Produkcja samochodów osobowych wyniosła ponad 1,9 mln sztuk (2000). W Walencji, Bilbao, Barcelonie, Kadyksie oraz La Coruñi są duże stocznie, a co za tym idzie, jest tutaj wysoko rozwinięty przemysł stoczniowy (3% produkcji światowej – 6. miejsce). Rozwinięty jest przemysł metalurgiczny (huty w Oviedo, Gijón, El Ferrol de Caudillo koło Bilbao i in.), w Asturii kopalnie węgla. Różnorodny przemysł elektrotechniczny (sprzęt gospodarstwa domowego, komputery, półprzewodniki) rozwinął się w większych miastach (np. Barcelona, Madryt, Sewilla, Malaga). Dzięki importowi paliw płynnych oraz znacznym zasobom energii wodnej Hiszpania produkuje ok. 185 TWh energii elektrycznej (4612 kWh na mieszkańca). Wielkim atutem jest rozwinięty przemysł włókienniczy oraz rolno-spożywczy (produkcja cukiernicza; wina – ponad 34 mln hl, 4. miejsce w świecie; konserw rybnych itp.), rozrzucony po całym kraju.

### Energia

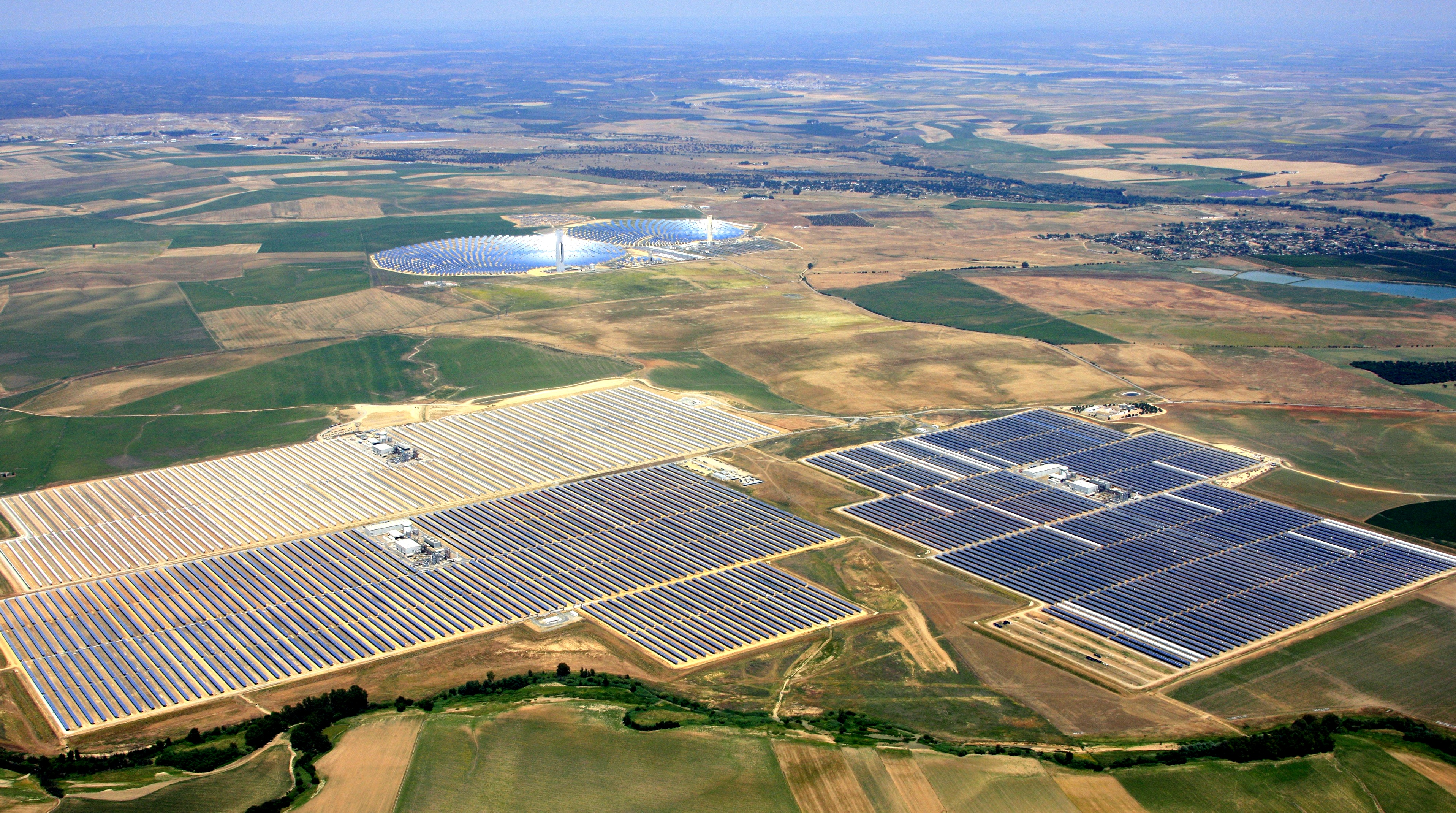
Elektrownia słoneczna w Sanlúcar la Mayor

Hiszpania to jeden z liderów w produkcji energii słonecznej. Wsparcie rządu i obowiązywanie tzw. systemu feed-in tariff, dzięki któremu producenci energii ze źródeł odnawialnych mogą ją odsprzedawać po z góry ustalonych, preferencyjnych cenach, sprawiły, że na Półwyspie Iberyjskim w szybkim tempie powstawały w ostatnich latach nowe elektrownie słoneczne. W 2011 roku moc zainstalowanych elektrowni słonecznych wyniosła 4,2 GW. Sektor energetyczny wytwarza około 5% PKB brutto kraju. Zapotrzebowanie na energię w Hiszpanii począwszy od 2002 r. wzrosło o około 3,5% rocznie, z niewielkimi zmianami, jak w 2003 roku zanotowano wzrost o około 7%. Wraz ze wzrostem konsumpcji wzrasta zapotrzebowanie na energię od 211.500 GWh w 2002 r. do 253.600 w roku 2006. W 2008 roku 50% energii produkowanej w Hiszpanii było pochodzenia jądrowego 15 368 toe, 15% pochodziło z węgla, 6% z energii mechanicznej płynącej wody i 29% z pozostałych źródeł energii odnawialnej. W 2009 r. Hiszpania była największym producentem energii słonecznej oraz na trzecim miejscu wśród państw wytwarzających energię wiatrową. Produkcja energii wodnej w Hiszpanii osiągnęła w 2010 r. wartość 2220 MW i była to druga co do wielkości wartość produkcji w UE po Włoszech. Według raportu koncernu Ernst & Young Hiszpania wraz z takimi państwami jak m.in.: USA, Chiny i Indie znalazła się w gronie państw najbardziej atrakcyjnych na świecie pod względem inwestowania w odnawialne źródła energii.

### Rolnictwo
W rolnictwie dominującą rolę odgrywają hodowla bydła, trzody i drobiu na rozległych pastwiskach (Kastylii, Asturii czy Estremadury), a także uprawa winorośli, zbóż, oliwek oraz owoców cytrusowych. Pod względem eksportu owoców cytrusowych Hiszpania znajduje się w ścisłej światowej czołówce. Poza innymi owocami cytrusowymi, tj. pomarańczami i mandarynkami prowadzi się uprawy kasztanów, migdałów, granatów i bananów, głównie na obszarach śródziemnomorskich. Lasy (głównie w regionach górskich) dostarczają drewna i owoców leśnych. Rolnictwo przynosi 8% dochodu narodowego brutto. Produkty pochodzenia rolniczego stanowią poważną pozycję eksportową Hiszpanii dostarczając niemalże 1/5 wpływów z eksportu. Na płaskowyżu Meseta uprawia się: pszenicę i jęczmień. Kukurydza rośnie dobrze na wilgotniejszych terenach północnego zachodu, a na terenach, na których możliwe jest nawadnianie, uprawia się ryż. Warzywa hodowane są w nawadnianych dolinach, wzdłuż nizinnego wschodniego wybrzeża. Gaje oliwne rosną na suchych obszarach na południu kraju. Hiszpania jest drugim na świecie producentem oliwy z oliwek. Winogrona uprawiane są w dolinie rzeki Ebro, na Mesecie, na nizinach śródziemnomorskich oraz wewnątrz kraju m.in. w Andaluzji. Hodowla jest stosunkowo mniej ważną gałęzią produkcji rolnej, chociaż i ona ma w kraju wielowiekowe tradycje. Największe pogłowie posiadają stada owiec, znacznie mniejsze zaś bydła i kóz.

### Lasy

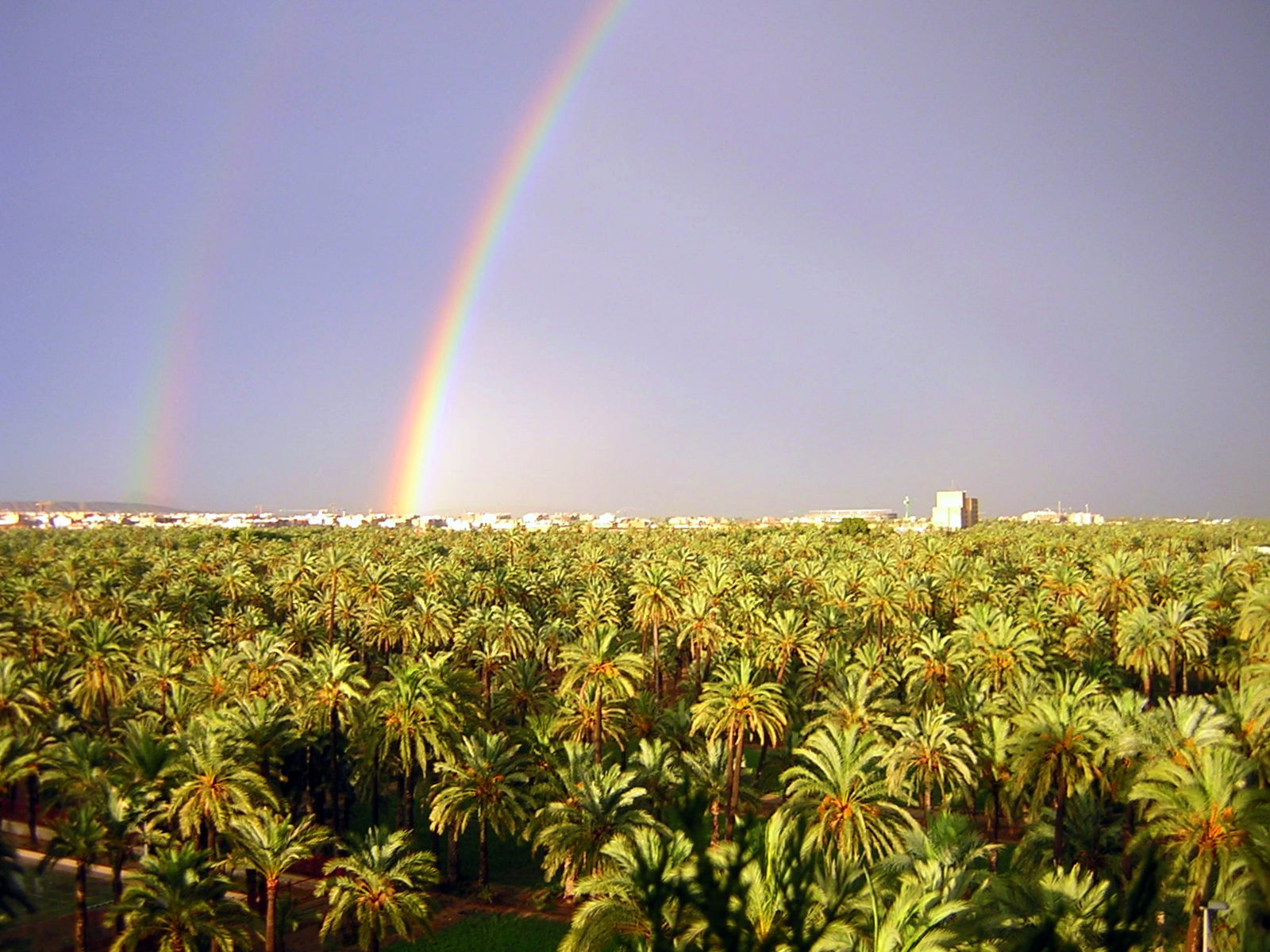
Las palmowy w okolicach Elche, we wschodniej Hiszpanii

31% powierzchni kraju, szczególnie na terenach górzystych, zajmują lasy. Największe kompleksy leśne znajdują się w północnej, wilgotnej części Hiszpanii (lasy liściaste i mieszane), zaś na południowym zachodzie przeważają lasy dębowe z dębem korkowym. W Hiszpanii funkcjonuje wiele tartaków, na szeroką skalę produkowana jest również żywica. W kraju znajduje się 13 parków narodowych (hiszp. parque nacional), największym z nich jest Doñana, który obejmuje jedyne w swoim rodzaju siedliska ptaków wędrownych z południa Afryki, zaś Cabañeros chroni unikatowe w Europie lasy wiecznie zielonych dębów ostrolistnych i korkowych. W Hiszpanii znajduje się także największy w Europie las palmowy – El Caracol niedaleko Elche.

### Rybołówstwo
Duże znaczenie posiada rybołówstwo (1,4 mln ton ryb), zwłaszcza na wybrzeżu atlantyckim – La Coruña w Galicji, Jerez de la Frontera w Andaluzji, ale także Málaga. W Vigo, w północnej części kraju znajduje się Agencja Kontroli Rybołówstwa UE, której zadaniem jest szkolenie inspektorów oraz organizacja wspólnych inspekcji z kilku państw członkowskich, a także ma ona zapewnić zgodność z wymogami dotyczącymi połowów, wprowadzonymi w trosce o zachowanie zasobów rybnych. Prawie połowę ryb i owoców morza (mariscos) łowionych w Hiszpanii dostarcza flota galicyjska. Hiszpania wspólnie z Francją, Danią, Wielką Brytanią oraz Niderlandami dokonuje 60% połowów całej UE. Ponadto Hiszpanii przypada w udziale 25% łącznego tonażu rybackiej floty wspólnotowej (481 000 ton). Największe porty rybackie znajdują się nad Zatoką Biskajską i na terenie Galicji.

### Transport

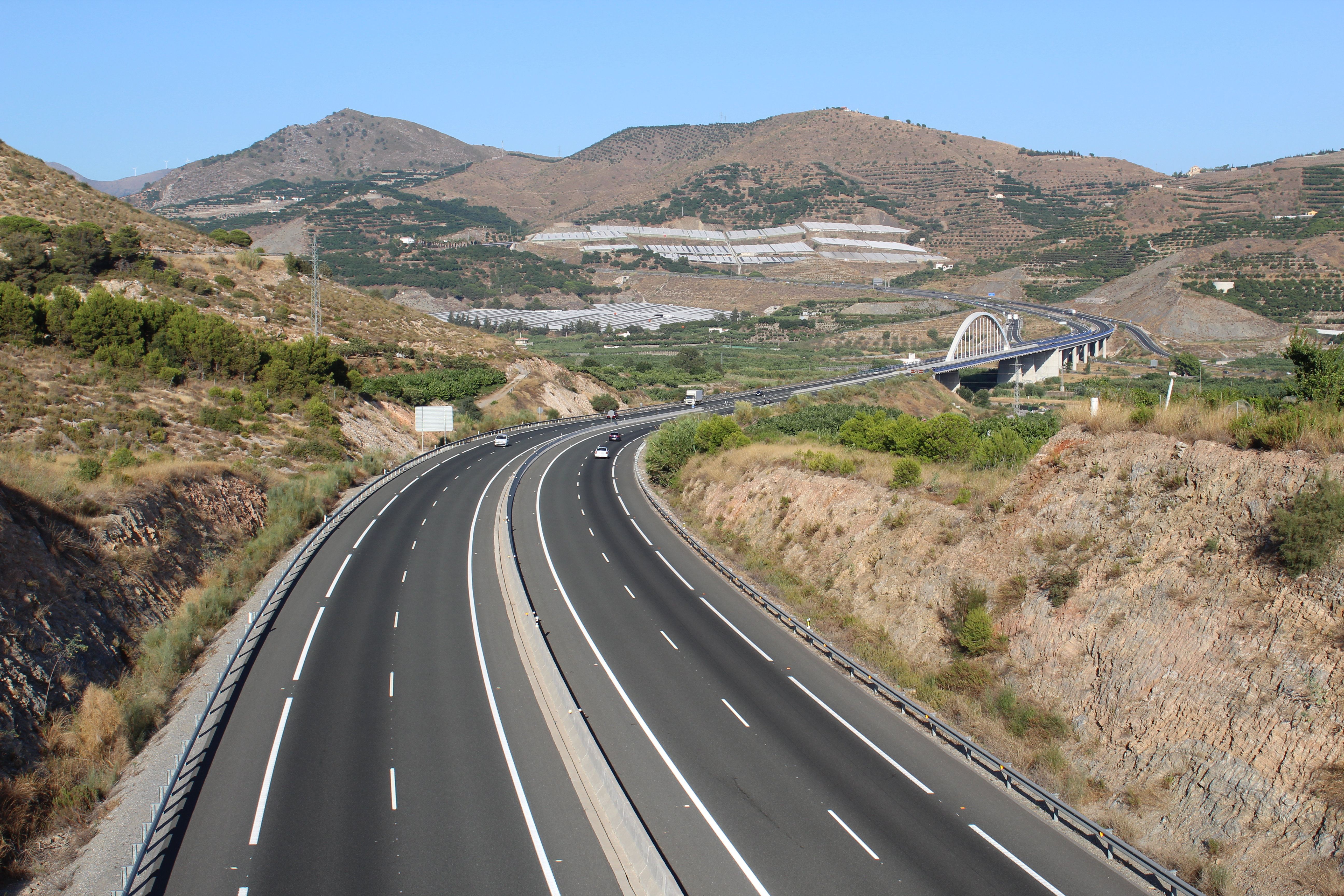
Autostrada A-7 w Andaluzji

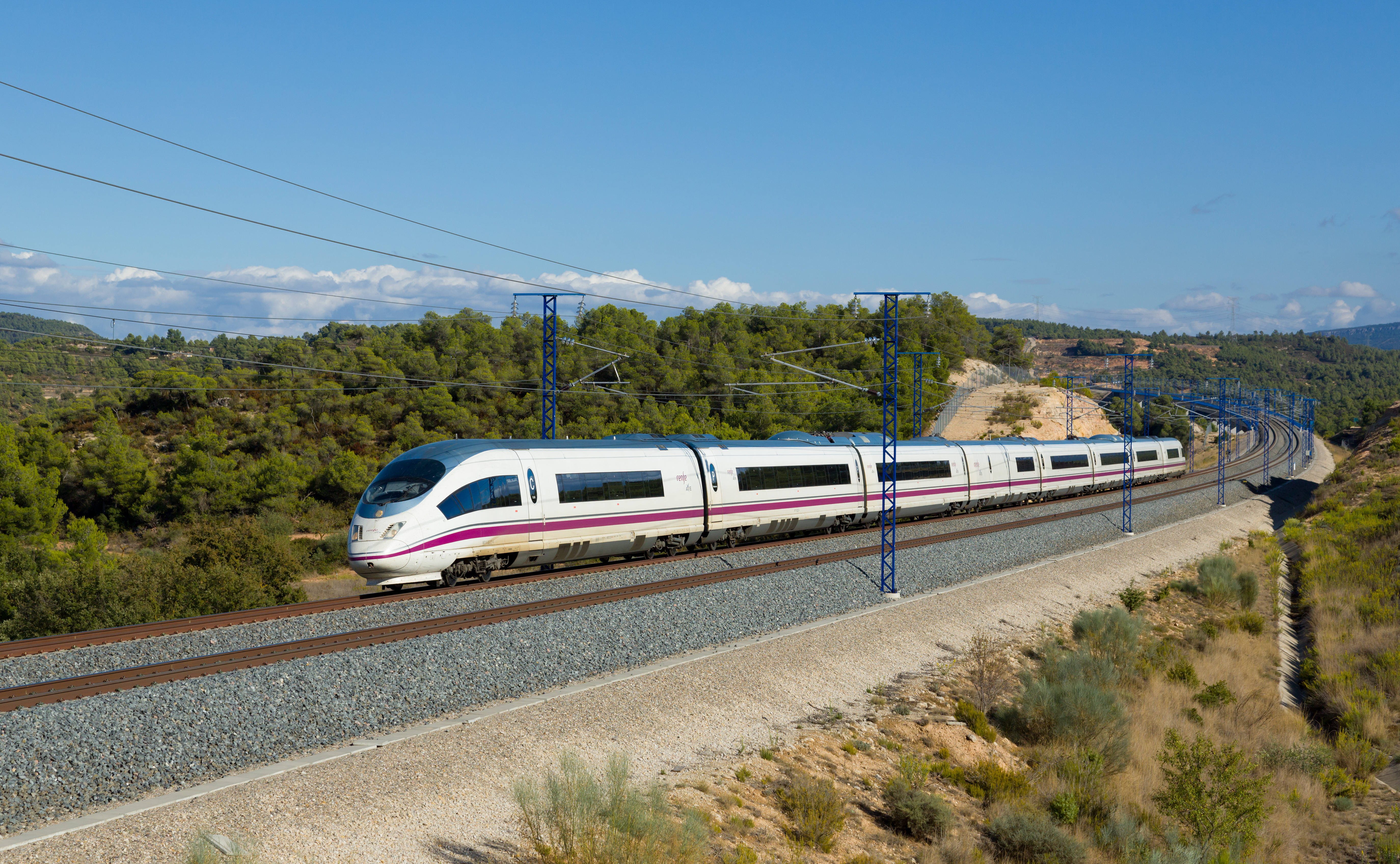
AVE-Szybka hiszpańska kolej

Sieć transportowa Hiszpanii uległa znaczącym przeobrażeniom po II wojnie światowej, dzięki dewizom napływającym od turystów zagranicznych. Drogi liczą ogółem ponad 370 tys. km – 73,2 km na 100 km² powierzchni. Wielki postęp zanotowano w budowie nowoczesnych magistral obsługujących narastający ruch turystyczny – 31 grudnia 2007 było w Hiszpanii 14 689 km autostrad (autopistas) i dróg ekspresowych (autovías), co łącznie sprawia, że państwo to ma największą sieć w Europie i trzecią co do wielkości na świecie po USA i Chinach. Hiszpania jest krajem wysoko zmotoryzowanym – w tym samym czasie było ponad 14,7 mln samochodów osobowych (36,7 pojazdu na 100 mieszkańców) oraz ponad 1,8 mln ciężarowych. Długość linii kolejowych wynosi obecnie ~16 tys. km, w tym 8,5 tys. km linii zelektryfikowanych, hiszpańskie koleje Renfe również obejmują kolej dużych prędkości – AVE. Wraz z otwarciem trasy dla pociągów dużej prędkości na linii Madryt – Walencja w grudniu 2010 Hiszpania stała się krajem, który ma najdłuższą sieć kolei dużej prędkości w Europie, a drugi co do wielkości system kolei dużej prędkości na świecie. Transport morski odgrywa dużą rolę w gospodarce kraju, zwłaszcza w handlu zagranicznym, gdyż większość towarów jest przywożona lub wywożona drogą morską. Najważniejsze porty morskie to: Algeciras, Kadyks, Kartagena, Walencja, Tarragona, Barcelona, Bilbao, La Coruña. Bezprecedensowy rozwój nastąpił w dziedzinie przewozów lotniczych. Port lotniczy Madryt-Barajas i port lotniczy Barcelona są jednymi z najważniejszych portów lotniczych w Europie, każdy z nich obsługuje ok. 50 mln pasażerów rocznie. Inne ważniejsze lotniska to port lotniczy Palma de Mallorca (28 mln pasażerów), port lotniczy Malaga (19 mln pasażerów), port lotniczy Alicante (14 mln pasażerów), port lotniczy Gran Canaria (13 mln pasażerów) i port lotniczy Teneryfa-Południe (11 mln pasażerów). Łącznie 25 portów lotniczych w Hiszpanii obsługuje powyżej 1 mln pasażerów rocznie, natomiast wszystkie 49 portów lotniczych obsługiwanych przez Aena obsłużyło w 2017 roku ponad 249 mln pasażerów.

### Górnictwo i energetyka
Hiszpania jest krajem obfitującym w rudy i kruszce. Kopaliny użyteczne są różnorodne i dość znaczne. W Górach Kantabryjskich na północy znajdują się złoża węgla kamiennego i wysokiej jakości rudy żelaza, dzięki czemu w miastach leżących na wybrzeżu rozwinął się przemysł ciężki. Węgiel brunatny wydobywa się we wschodniej części kraju – centralna Katalonia. W górach Sierra Morena i Sierra Nevada eksploatuje się złoża rud metali, przede wszystkim: miedzi, cynku (Chalkopiryty) i ołowiu. Dzięki bogatym złożom rtęci w okolicach Almadén, Hiszpania zajmuje 1. miejsce na świecie w jej wydobyciu. Na tym samym obszarze wydobywa się również rudy tytanu, antymonu i manganu. Ponadto rudy manganu występują także w Górach Kantabryjskich i Iberyjskich. W Galicji znajdują się rudy wolframu. Na wybrzeżach znajdują się też niewielkie złoża ropy naftowej. Sole potasowe występują głównie w północno-wschodniej Katalonii, a także w północno-zachodniej części Kotliny Aragońskiej. 43% energii kraju pochodzi z elektrociepłowni wykorzystujących paliwa importowane: 41% produkowane jest przez hydroelektrownie w Pirenejach i inne; 16% energii pochodzi z elektrowni atomowych.

### Turystyka

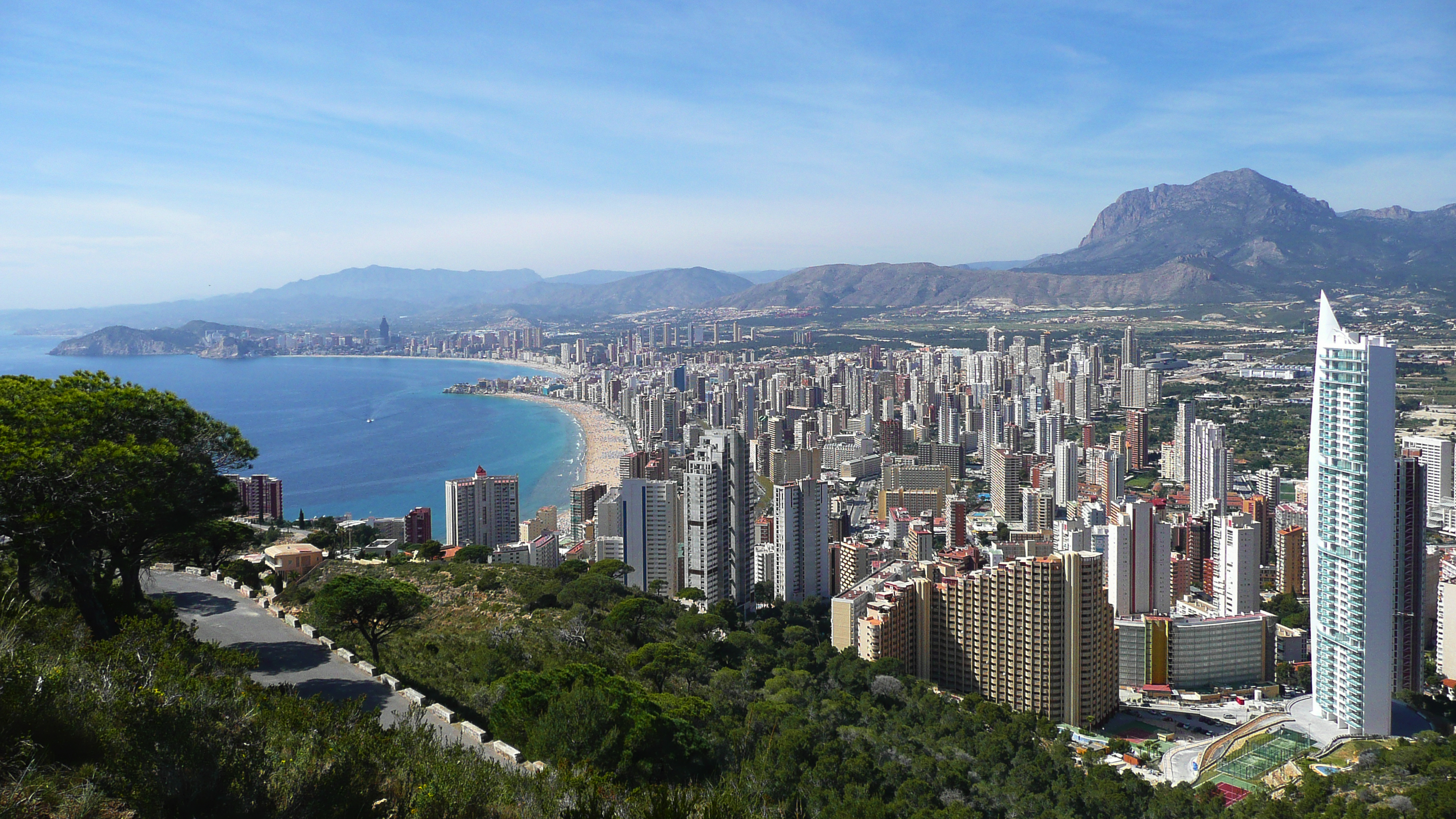
Benidorm – Costa Blanca

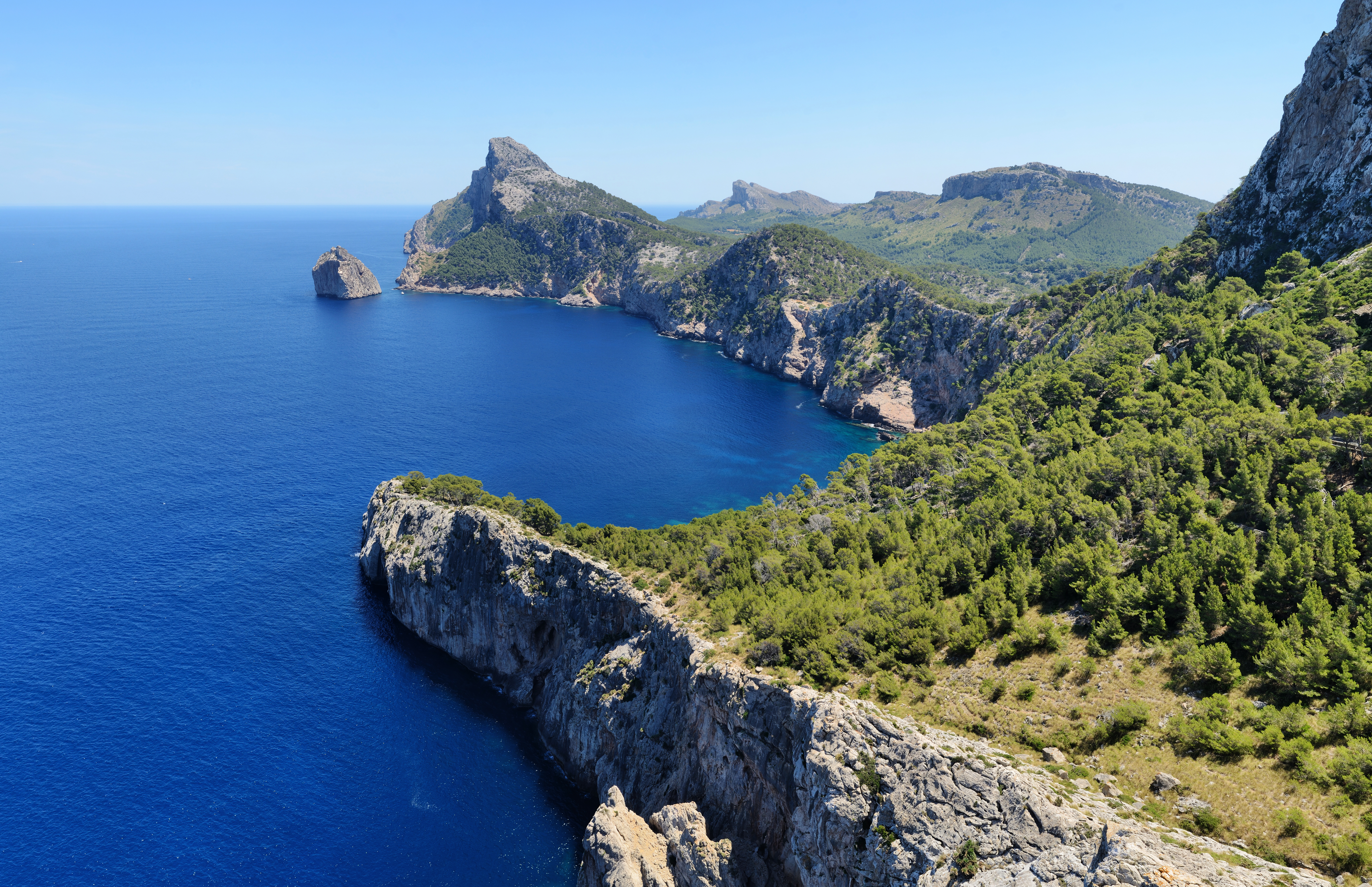
Majorka

Burzliwa historia, która pozostawiła ślad w postaci bardzo wielu zabytków i licznych, bogatych w eksponaty muzeów oraz jeden z najcieplejszych klimatów na kontynencie sprzyjają masowej turystyce, która stanowi jeden z filarów gospodarki przynoszących znaczne dochody. Liczba turystów zagranicznych odwiedzających Hiszpanię systematycznie wzrasta. Wypoczywają oni głównie na wybrzeżu śródziemnomorskim (Costa de la Luz – Costa del Sol – Costa Blanca – Costa del Azahar – Costa Dorada – Costa Montanesa – Costa Vasca – Costa Verde – Rias Altas – Rias Bajas) czy na Balearach. Dużą popularnością cieszą się także Wyspy Kanaryjskie z ich subtropikalną roślinnością i interesującymi zjawiskami wulkanicznymi. Ponadto ożywiony ruch turystyczny spowodował, że porty lotnicze w Las Palmas i na Majorce stały się jednymi z największych portów lotniczych Europy. Najcenniejsze zabytki posiadają miasta: Madryt (obok zabytków architektonicznych mieszczą się tu liczne zbiory sztuki, czy słynne muzeum Prado), Toledo, Barcelona, Burgos, Salamanka (z najstarszym uniwersytetem w kraju), Saragossa. W zabytki z czasów rzymskich obfitują Tarragona i Sagunto, z czasów arabskich Sewilla, Kordoba, a szczególnie Grenada (Alhambra) i Generalife – perła architektury mauretańskiej. Ośrodkiem pielgrzymkowym o europejskiej sławie jest Santiago de Compostela. Z dochodów z turystyki sfinansowano m.in.: budowę dróg oraz przemysł lokalny.
W 2017 roku kraj ten odwiedziło 82 mln turystów (8,6% więcej niż w roku poprzednim), generując dla niego przychody na poziomie 68 mld dolarów. Tym samym Hiszpania jest drugim najczęściej odwiedzanym państwem przez turystów na świecie (po Francji) i także na drugim miejscu pod względem przychodów z turystyki (po USA).

### Przedsiębiorstwa

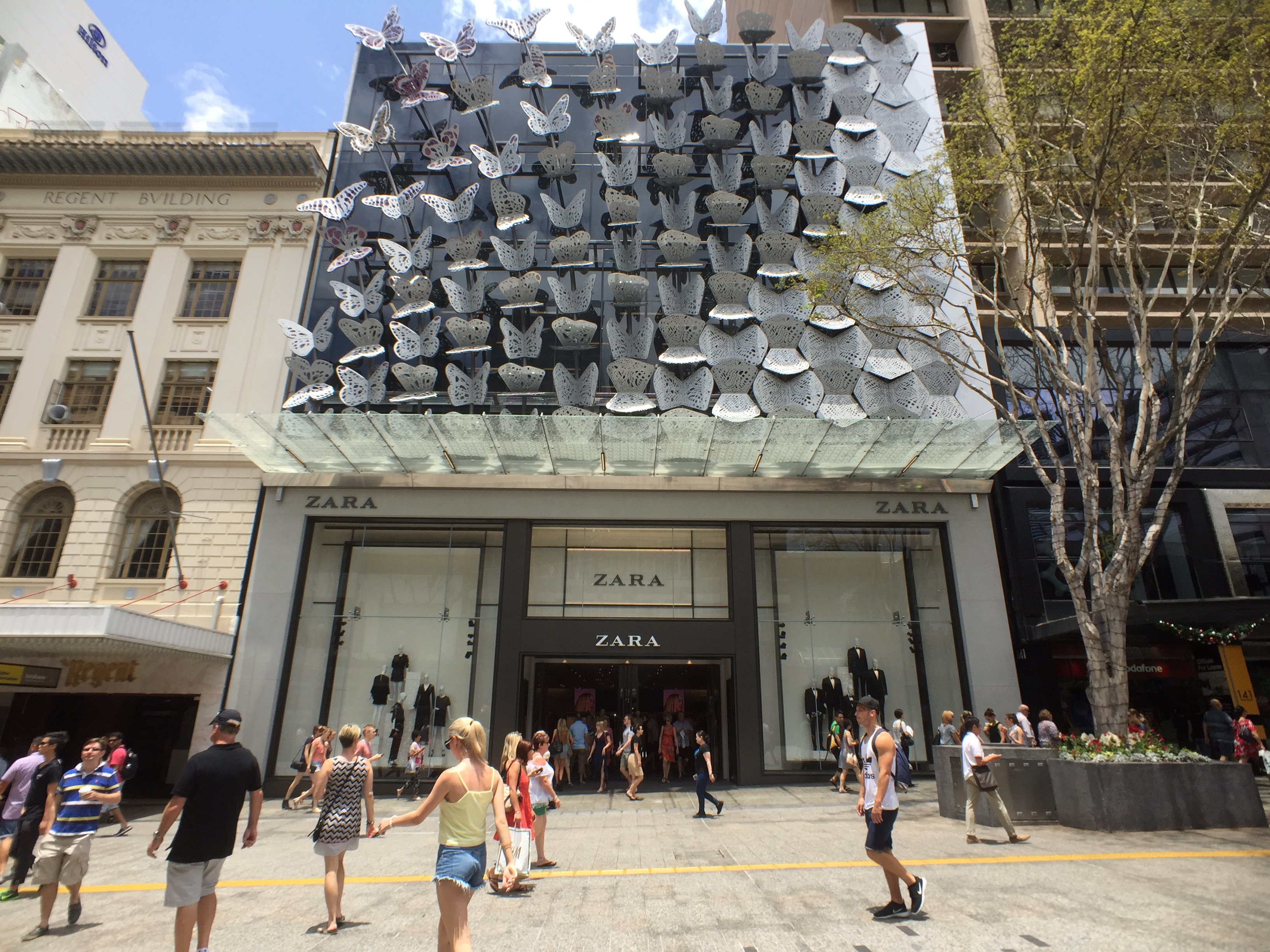
Sztandarowa hiszpańska marka – Zara

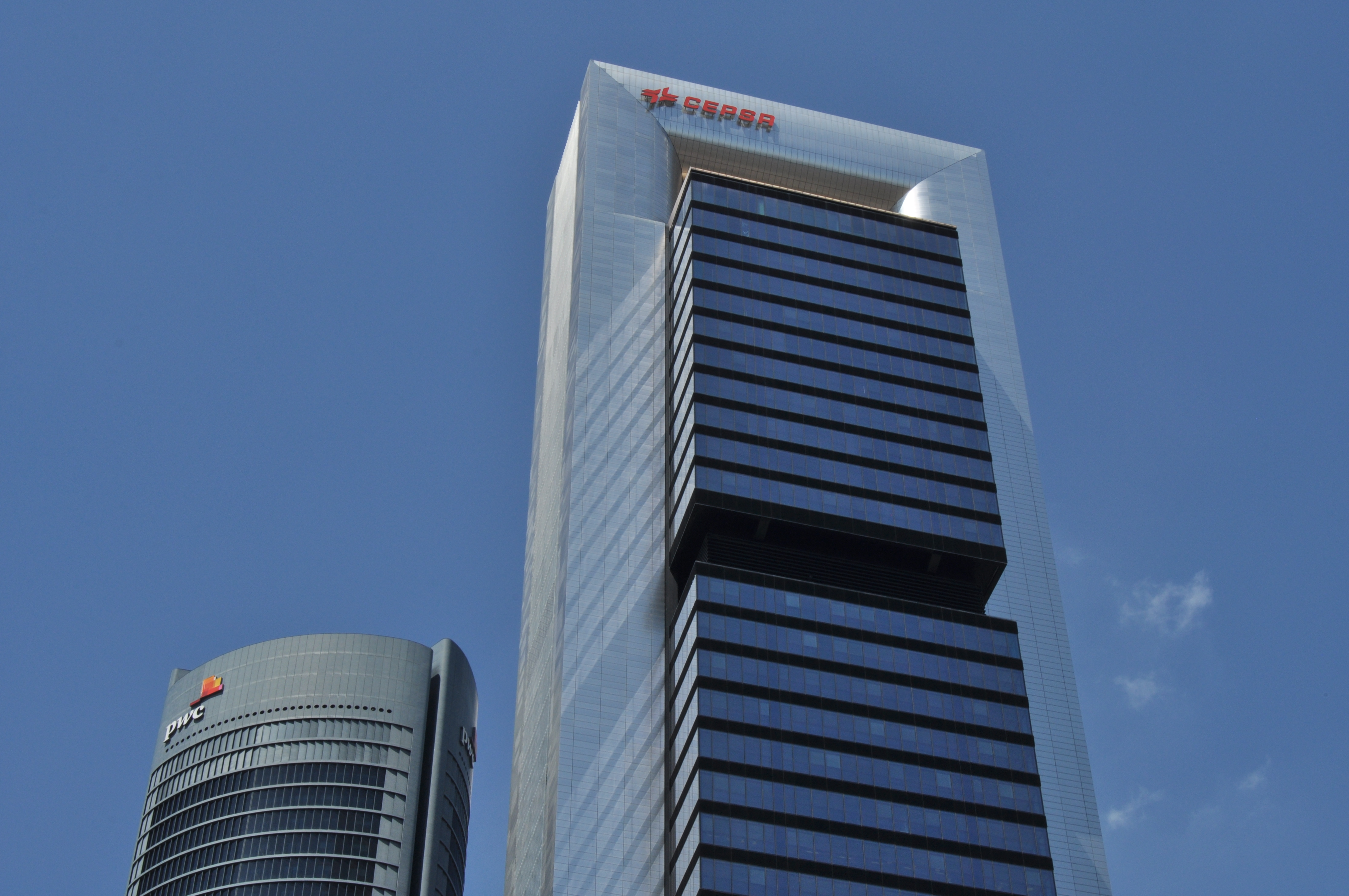
Siedziba przedsiębiorstwa CEPSA w Madrycie

Poniższa tabela przedstawia największe firmy hiszpańskie w 2011, według ranking5000.com:
| Poz. | Nazwa firmy      |
| ---- | ---------------- |
| 1    | Cepsa            |
| 2    | Repsol Petroleo  |
| 3    | Mercadona        |
| 4    | Repsol Comercial |
| 5    | El Corte Inglés  |
| 6    | Telefónica       |
| 7    | Dia              |
| 8    | Endesa           |
| 9    | Movistar         |
| 10   | Eroski           |

## Kultura

### Malarstwo
Do wybitnych malarzy hiszpańskich należą m.in. Pablo Picasso, Francisco Goya, Diego Velázquez czy Salvador Dalí.

### Literatura

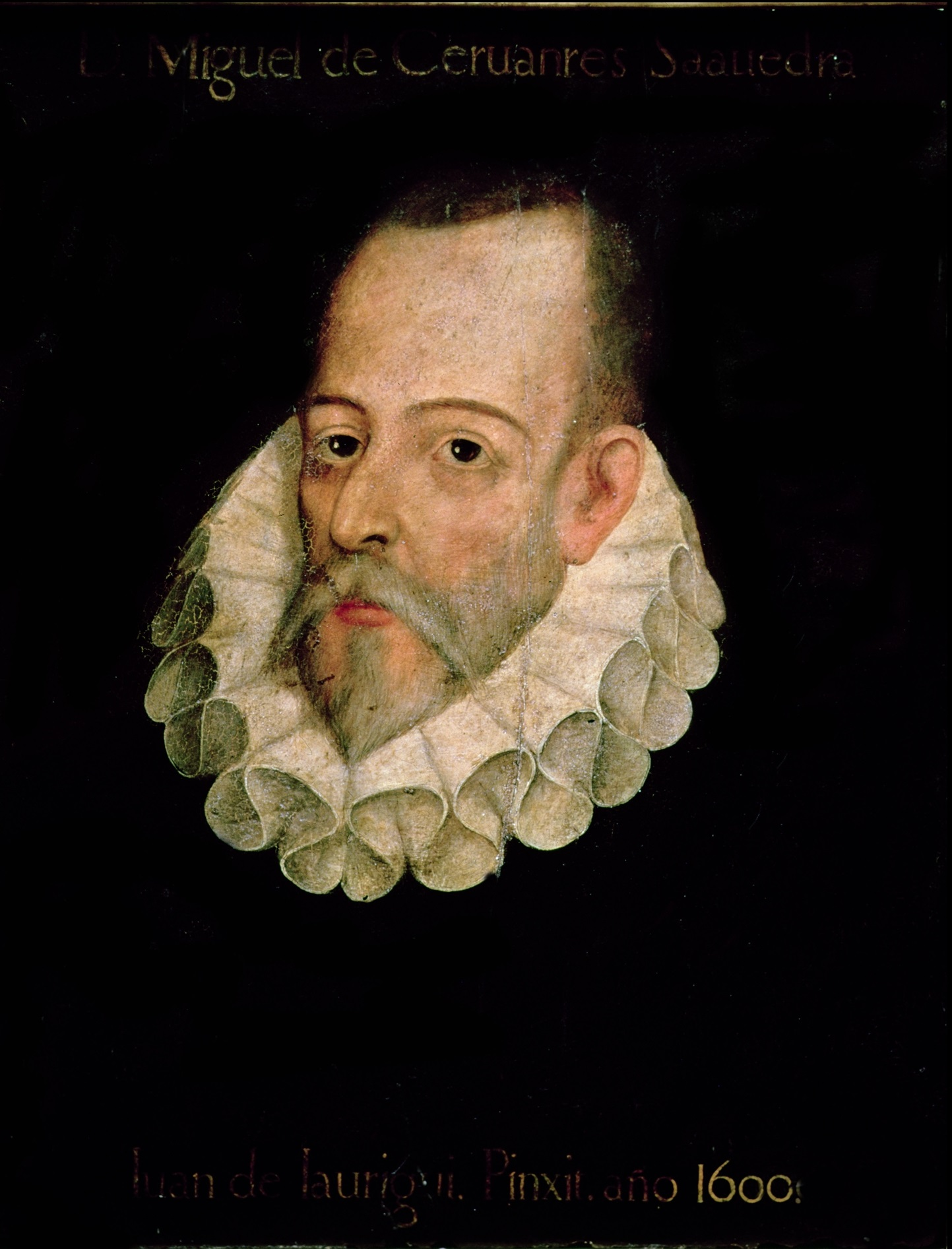
Miguel de Cervantes

Dzieje literatury hiszpańskiej są ściśle związane z historią ziem położonych na Półwyspie Iberyjskim. Okres tworzenia pisanych dzieł kultury obfitował w pojawianie się w tekstach literackich różnorodnych wpływów. Panowanie rzymskie, arabskie, czy też literatura przybyłych na półwysep Żydów kształtowało w pewnym stopniu przyszłą literaturę hiszpańską. Przed powstaniem pierwszych dzieł w języku hiszpańskim na terenie współczesnej Hiszpanii rozwijały się literatura w języku łacińskim, a także literatura hispano-arabska oraz judeo-arabska. Początek literatury hiszpańskiej stanowi bogata twórczość wędrownych żonglerów (anonimowy epos rycerski Pieśń o Cydzie z ok. 1140 r.) i wykształconych klerków (głównie duchownych, poezja Gonzalo de Berceo). Na rozwój prozy w XIII wieku wpłynął król Alfons X Mądry. Poezję XIV wieku reprezentowali: J. Ruiz i P. López de Ayala, prozę – Juan Manuel, zaś XV wieczna proza miała charakter satyr. Ukształtował się też romans rycerski (Amadís de Gaula). Rozwinęła się anonimowa twórczość poetycka w formie romancy. Następnie w literaturze hiszpańskiej rozwijały się takie kierunki jak: romans przygodowo-sentymentalny czy teatr. W II połowie XVI wieku w poezji hiszpańskiej zapanował duch ascezy i mistycyzmu, pojawiły się 2 szkoły: salamantyjska, której przedstawicielem był Luis de León i sewilska, którą reprezentował Francisco de Herrera starszy. W epoce wielkich odkryć geograficznych i podbojów kolonialnych powstawała literatura związana z podbojem Ameryki: kroniki Hernána Cortésa czy Bernala Díaz del Castillo. Na przełomie XVI i XVII w. tworzył Miguel de Cervantes – autor Don Kichota – pierwszej wybitnej powieści nowożytnej, która do dziś uważana jest za najważniejszą książkę kręgu kulturowego języka hiszpańskiego. Ogólnie podsumowując cała literatura hiszpańska przedstawia niezwykłe bogactwo literackie. Niemalże co roku na Półwyspie pojawiają się nowe sensacje literackie, takie jak m.in.: Klub Dumas czy Flamandzka szachownica Arturo Péreza. Inni współcześni twórcy literatury hiszpańskiej to m.in.: Matilde Asensi, Julia Navarro, urodzony na Kubie José Carlos Somoza czy Carlos Ruiz Zafón. Jednym z najbardziej znanych bestsellerów hiszpańskich jest powieść Żołnierze spod Salaminy Javiera Cercasa. Wciąż tworzą tacy autorzy jak Javier Marías, czy Enrique Vila-Matas. Bardzo dobrze ma się też nurt tzw. literatury kobiecej, reprezentowany przez Rosę Montero, Lucíę Etxebarríę, Almudenę Grandes czy Soledad Puertolas, tworzące teksty skupiające się na problemach współczesnych kobiet.

### Muzyka

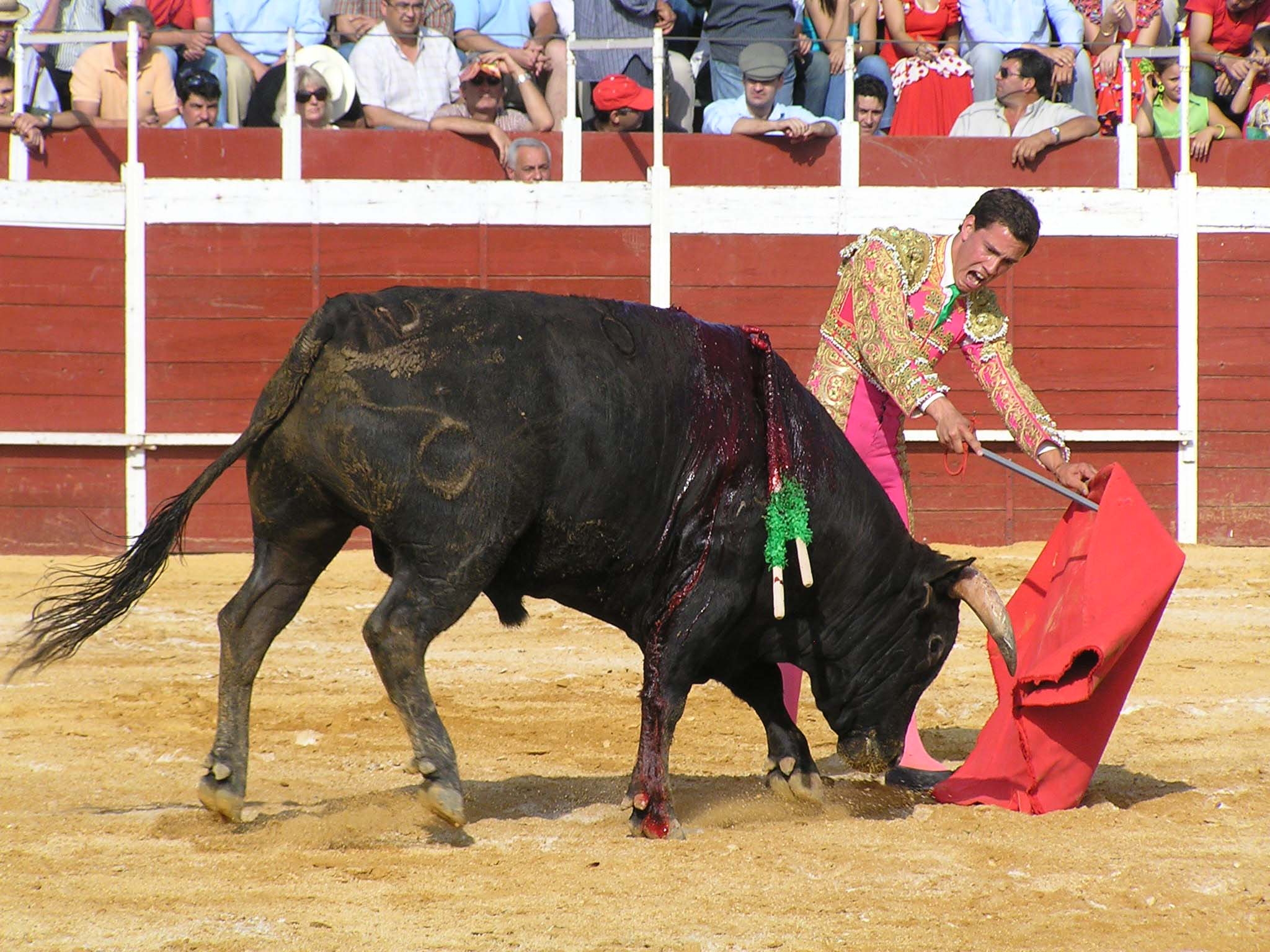
Corrida de toros

Muzyka hiszpańska przez wiele stuleci kształtowana była przez liczne, zmieniające się wraz z upływem czasu, wpływy kulturowe. W epoce średniowiecza tzw. śpiew wizygocki (liturgiczny) przeobraził się w tzw. mozarabski, aż ostatecznie przeważyły w nim elementy muzyki chrześcijańskiej. W XVI wieku nastąpił rozkwit religijnej polifonii wokalnej, a także muzyki organowej i lutniowej. W XVII wieku powstała forma opery tzw. zarzuela, która podlegała ciągłym ewolucjom w następnych stuleciach w popularną hiszpańską tonadillę i sainete. Muzyka hiszpańska poddana była w owym czasie oddziaływaniu trendów neapolitańskich (działalność włoskiego śpiewaka, kastrata – Farinellego). Dopiero w XIX wieku muzycy hiszpańscy podjęli próbę wyzwolenia się spod obcych wpływów i wskrzeszenia tradycyjnej, narodowej opery (F. Pedrell). Powstawały liczne konserwatoria, które kontynuowały rozwój szkoły narodowej. Jej cechami charakterystycznymi są powrót do korzeni ludowych oraz specyficzne dla muzyki hiszpańskiej zróżnicowanie regionalne, wynikające z przemieszania kulturowego w Hiszpanii (m.in. kultura arabska, żydowska czy cygańska). Powstało wiele narodowych tańców, charakterystycznych dla Hiszpanii takich jak: flamenco, czy paso doble. Hiszpania słynie także ze znanych na cały świat wykonawców operowych, np. José Carreras, Plácido Domingo i Montserrat Caballé. Sławni wokaliści hiszpańscy to Julio Iglesias, Enrique Iglesias czy w ostatnich latach Álvaro Soler.

### Film
Filmografia hiszpańska jest bardzo bogata, w kraju powstaje wiele bardziej czy mniej znanych filmów. Dużym uznaniem na świecie cieszyli i cieszą się hiszpańscy reżyserzy: Luis Buñuel, Carlos Saura, Pedro Almodóvar, Víctor Erice, Alejandro Amenábar, Jaume Balagueró, Alberto Rodríguez, Fernando León de Aranoa, Imanol Uribe czy Ramón Salazar. Wiele filmów nie tylko hiszpańskich, lecz także produkcji amerykańskiej kręconych jest w Hiszpanii. Znaną hiszpańską aktorką jest Penélope Cruz, natomiast znani aktorzy to Antonio Banderas czy Javier Bardem. Obecnie bardzo popularnymi gatunkami filmowymi, których realizacji podejmują się hiszpańscy reżyserzy, są horror i thriller-dreszczowiec.
W Hiszpanii corocznie odbywają się międzynarodowe festiwale filmowe, z których dwa najważniejsze organizowane są w San Sebastián oraz Valladolid (znany jako Seminci).

### Media

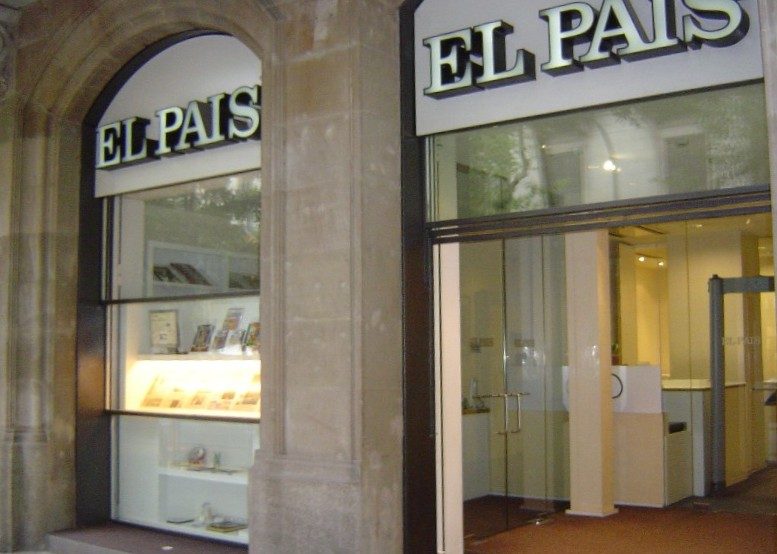
Siedziba dziennika El País w Barcelonie

Spośród prasy największym dziennikiem ukazującym się w Hiszpanii jest gazeta o profilu socjaldemokratycznym El País, wydawana przez najpotężniejszy koncern mediowy Grupo PRISA, założony przez Jesusa de Polanco (inne media należące do koncernu to m.in. dziennik sportowy As, radio Cadena SER, platforma telewizji cyfrowej Digital+). Innymi największymi dziennikami wydawanymi w kraju są m.in.: konserwatywno-liberalne El Mundo, konserwatywno-monarchistyczny ABC oraz La Razón o zbliżonym do ABC profilu. W Barcelonie ukazuje się dodatkowo La Vanguardia, redagowana w części po katalońsku. Wśród prasy sportowej prymat dzierżą dzienniki „Marca” oraz wspomniany As. Ponadto w Hiszpanii ukazuje się wiele gazet lokalnych np. Diario de Sevilla, Diario de Mallorca. Największą hiszpańską stacją telewizyjną jest publiczna Televisión Española (TVE), emitująca przede wszystkim programy TVE1 oraz TVE2. Do prywatnych stacji telewizyjnych należą m.in.: Antena 3, Telecinco, Veo TV, Canal+.

### Sport

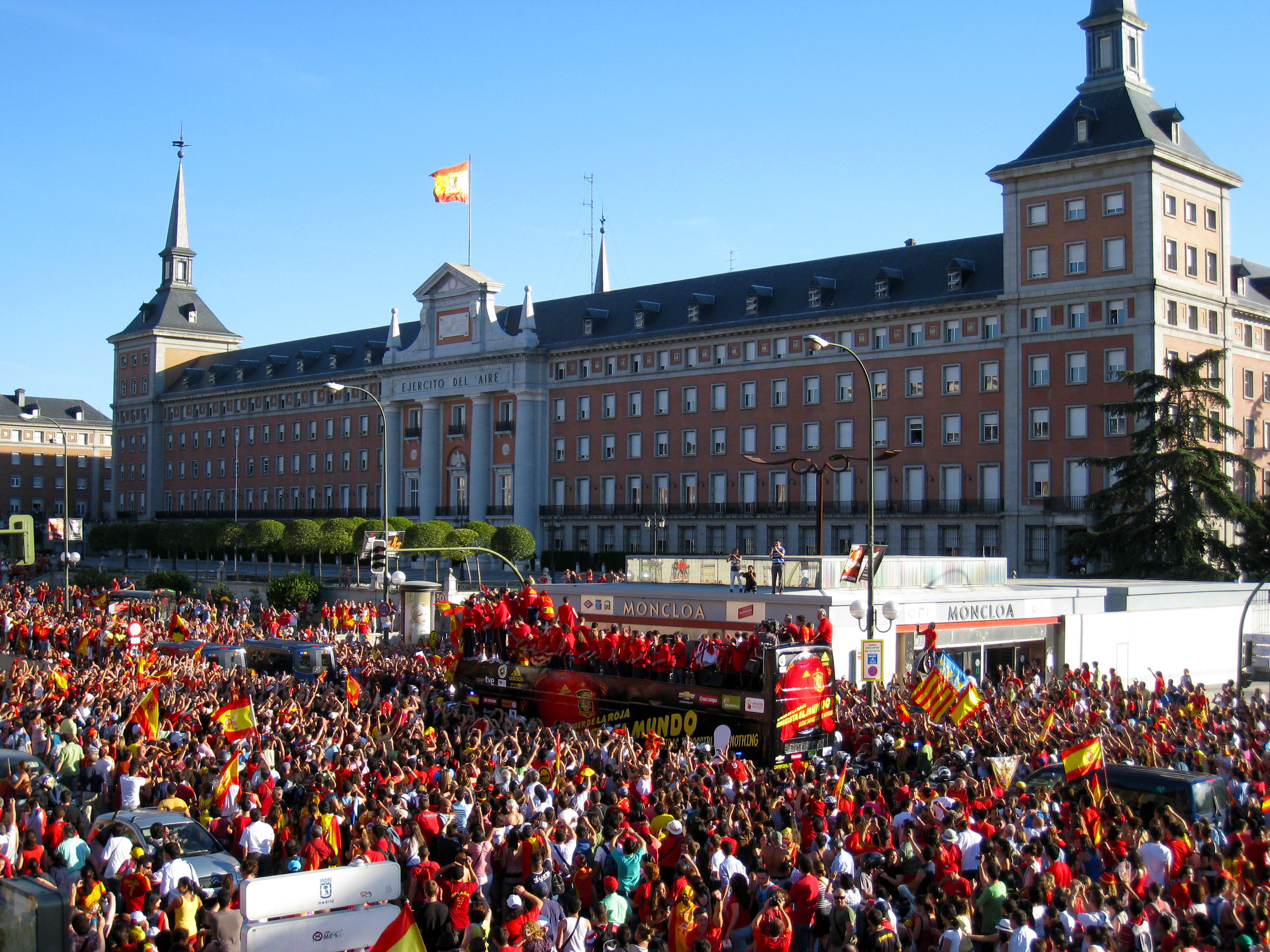
Zawodnicy i kibice świętują zdobycie przez Hiszpanię pucharu Mistrzostw Świata w Piłce Nożnej w Południowej Afryce

Hiszpania odnosi znaczące sukcesy w piłce nożnej. W 2010 reprezentacja wywalczyła mistrzostwo świata w piłce nożnej, a cztery razy (1964, 2008, 2012 i 2024) zdobyła mistrzostwo Europy. Hiszpańska liga Primera División, według rankingu UEFA, jest najlepszą ligą w europejskiej piłce nożnej. Najbardziej utytułowanymi klubami z Hiszpanii są Real Madryt, FC Barcelona, Atlético Madryt, Valencia CF, Athletic Bilbao oraz Sevilla FC. Z Hiszpanii pochodzą także utytułowani kolarze – Alberto Contador – trzykrotny zwycięzca Tour de France (2007, 2009, 2010), Giro d’Italia (2008, 2011) oraz trzykrotny Vuelta a España (2008, 2012, 2014), a także Miguel Indurain. Hiszpanie mają także jedną z najlepszych ekip w koszykówce. Znanymi graczami są bracia Gasol (Pau i Marc), a także Ricky Rubio, José Calderón, Serge Ibaka czy Sergio Rodríguez. Z kraju pochodzi też tenisista Rafael Nadal, rywalizujący z Rogerem Federerem i Novakiem Djokoviciem o miano najlepszego tenisisty globu. Hiszpanem jest też Fernando Alonso, kierowca wyścigowy, dwukrotny mistrz świata Formuły 1. W sportach samochodowych należy także wymienić takie nazwisko jak Carlos Sainz. Hiszpanie mają także długoletnią tradycję golfa, silnie związaną z regionem Murcji. Najbardziej utytułowani gracze tej dyscypliny to Seve Ballesteros oraz Sergio García. Nie osiągają dużych sukcesów w sportach zimowych choć zdobywali medale na igrzyskach olimpijskich w narciarstwie alpejskim i snowbardingu.

## Święta

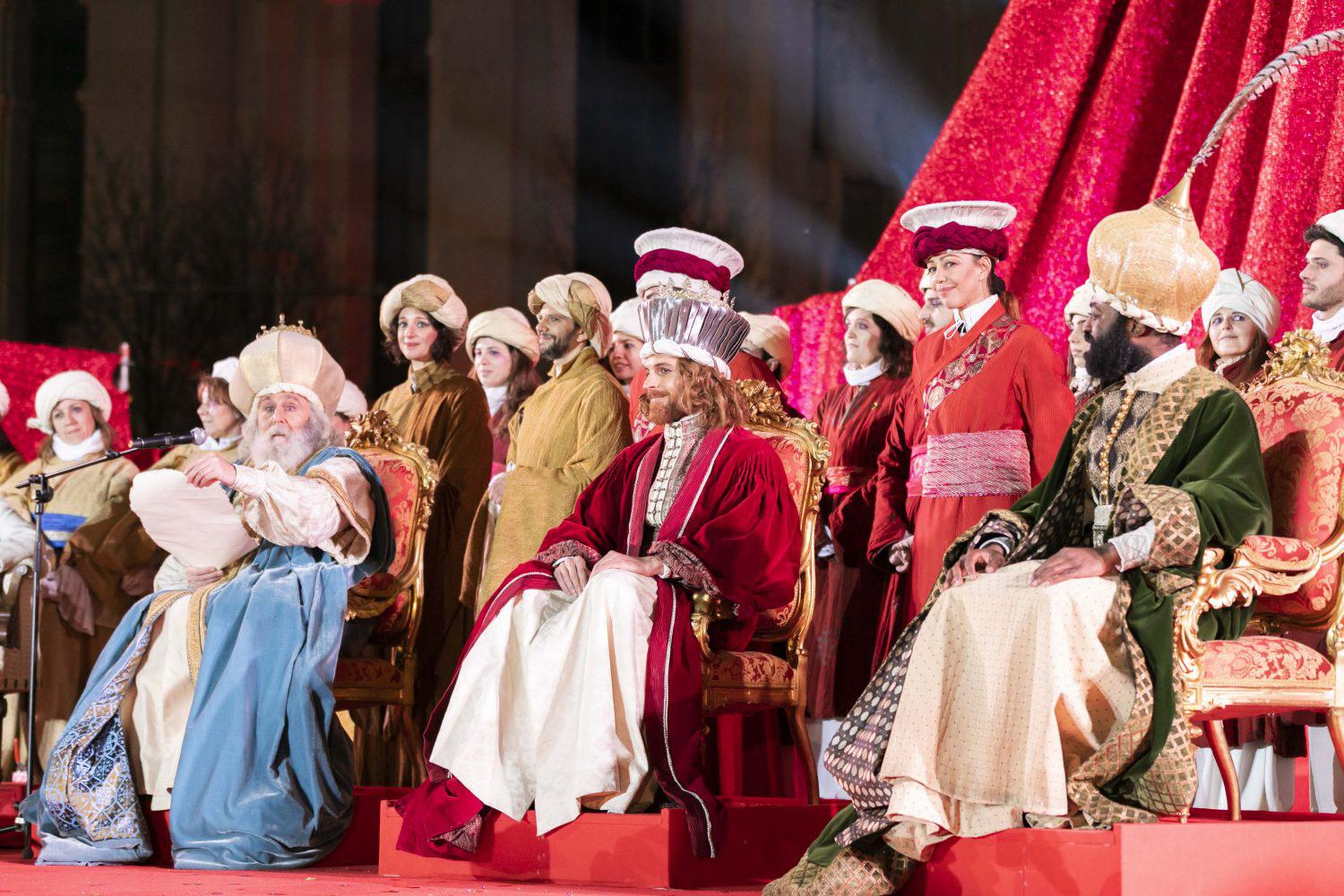
Reyes Magos – Trzej Królowie, jedno z najważniejszych świąt w Hiszpanii

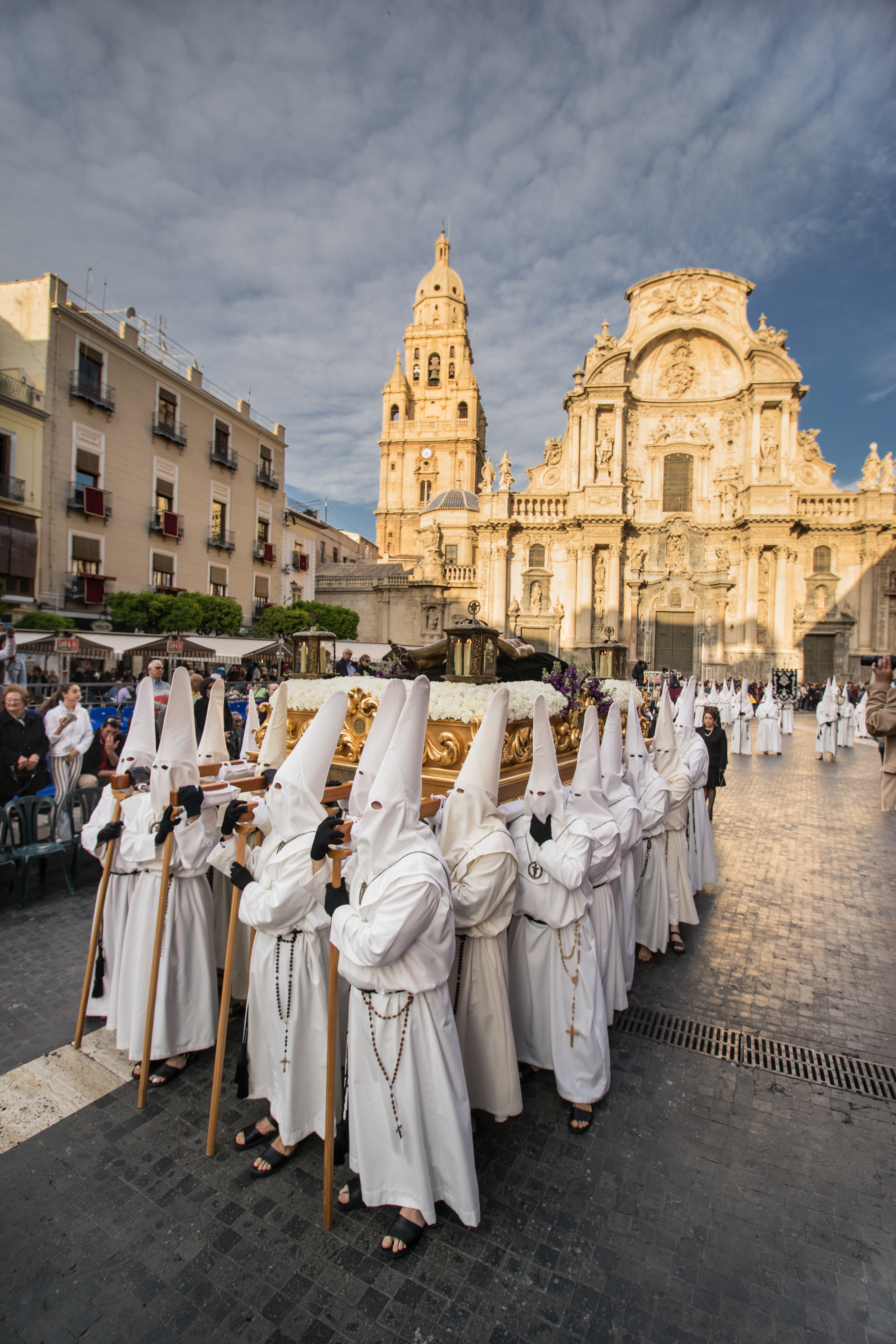
Wielki Tydzień, Murcja

- Najważniejsze Święta i uroczystości w Hiszpanii:

| Dzień            | Nazwa polska | Nazwa hiszpańska                      | Opis święta |
| ---------------- | --- | ------------------------------------- | --- |
| 1 stycznia       | Nowy Rok | Año Nuevo                             | |
| 6 stycznia       | Trzech Króli | Los Reyes Magos                       | Ważne święto, dzień wolny od pracy. Orszaki Trzech Króli w wielu miastach. Hiszpańskie dzieci nie otrzymują prezentów 24 grudnia, ale 6 stycznia.                                                                   |
| Luty/marzec      | Karnawał | Carnaval                              | Karnawał poprzedzający wielki post. Procesje głównie w: Santa Cruz de Tenerife, Kadyksie i Sitges. |
| 19 marca         | Święto Ognia | Fallas de Valencia                    | W czasie tego święta następuje w Walencji palenie setek ogromnych kukieł. |
| Marzec/kwiecień  | Wielki Tydzień | Semana Santa                          | Procesje zakapturzonych pokutników we wszystkich większych miastach Hiszpanii, począwszy od Niedzieli Palmowej aż do Niedzieli Wielkanocnej, z najsławniejszą procesją w Sewilli (patrz: Wielki Tydzień w Sewilli). |
| 25 marca         | Zwiastowanie Pańskie | Anunciación                           | |
| Kwiecień         | Święto wiosny | Feria de Abril                        | Sławna Feria w Sewilli z paradami w kolorowych strojach, z dużą ilością muzyki sevillana i walkami byków. |
| Maj              | Festiwal Patios w Kordobie i targ koni w Jerez de la Frontera                                                             |                                       | |
| 15 maja          | Święto Izydora Oracza | Fiesta de San Isidro                  | Święto patrona Madrytu. Walki byków, procesje, koncerty oraz jarmarki w Madrycie. |
| Czerwiec         | Boże Ciało | Corpus Christi                        | Uroczystości w całym kraju, największe procesje w Granadzie, Toledo, Sitges i na Wyspach Kanaryjskich |
| 7 lipca–14 lipca | San Fermin | San Fermín                            | Przepędzanie byków, walki byków i uroczystości w Pampelunie. Festiwal Muzyki w Granadzie. Festiwal św. Jakuba w Santiago de Compostela z pokazem sztucznych ogni.                                                   |
| 25 lipca         | Św. Jakuba | Santiago Apóstol                      | Święto Patrona Hiszpanii. Tysiące pielgrzymów na uroczystościach w Santiago de Compostela |
| 15 sierpnia      | Wniebowzięcie NMP | Asunción de la Santísima Virgen María | Narodowe święto 15 sierpnia, obchody w wielu miastach. Tradycyjne uroczystości w La Alberca (Salamanka) oraz letni jarmark w Maladze. Słynne Misterium w Elche.                                                     |
| Wrzesień         | Święto winobrania w Logroño, święto wina w Jerez de la Frontera, Mercé Feria de San Miguel w Torremolinos, Festiwal Meced |                                       | |
| Październik      | Festiwal Pilar | Fiestas del Pilar                     | Procesje, walki byków i folklor w Saragossie |
| 12 października  | rocznica odkrycia Ameryki przez Kolumba (święto państwowe)                                                                |                                       | |
| 1 listopada      | Wszystkich Świętych | Todos los Santos                      | |
| 24 grudnia       | Wigilia | Nochebuena                            | |
| 25 grudnia       | Boże Narodzenie | Navidad                               | |
| 28 grudnia       | Noc Rzezi Niewiniątek/Dzień Młodzianków                                                                                   | Día de los Santos Inocentes           | W Hiszpanii i krajach hiszpańskojęzycznych jest ono okazją do żartów i kawałów. |
| 31 grudnia       | Sylwester | Nochevieja                            | |